# Teheran
Teheran (perz. تهران; Tehrān, IPA: [teɦˈrɔːn]) je glavni i najveći grad Irana, sjedište Teheranske pokrajine i jedan od najvećih gradova svijeta.
Smješten je na južnim obroncima gorja Alborz, dok je na jugoistoku izložen pustinji Dašt-e Kavir. Klima u gradu je polusuha (stepska) i kontinentalna, a prosječna godišnja temperatura je 17,3°C. Iako se nalazi na istoj zemljopisnoj širini kao i sjever Sahare, njegova nadmorska visina od 1000-1800 m i utjecaj sjevernih planina zimi rezultiraju dvomjesečnim zadržavanjem snijega. U odnosu na druge svjetske gradove slične veličine Teheran je vrlo zelen grad s obzirom na to da se u njemu nalazi između 700-800 dobro održavanih parkova.
Teheran je multikulturalan grad u kojem osim većinskih Perzijanaca žive i na stotine tisuća pripadnika etničkih manjina poput Azara, Kurda, Mazanderana, Paštunaca, Beludža, Turkmena, Armenaca, Asiraca, Arapa i Židova, a u gradu se nalazi i 37 crkava, 29 sinagoga i pet zoroastrijskih hramova vatre. Prema posljednjem službenom popisu stanovništva iz 2006. godine Teheran je imao 7,088.287 žitelja, no njegova anglomeracija koja uključuje velegrad Karadž i brojna naselja izvan njegove administrativne zone (865 km²) ima oko 12 milijuna ljudi.
Povijest Teherana kao grada relativno je kratka s obzirom na to da je tisućama godina bio maleno naselje, no usko je vezana uz Raj koji je kontinuirano naseljen od oko 6000. pr. Kr. i s kojim je neprekidno bio u bliskoj interakciji. Stanovnici ovog grada naselili su teheranske plodne vrtove nakon razarajuće mongolske invazije u 13. stoljeću, a danas je Raj sastavni dio teheranskog gradskog područja. Teheran se kao grad prvi put pojavljuje u tekstovima arapskih i europskih putopisaca iz kasnog srednjeg vijeka, a razvijao se kao važna strateška točka tijekom vladavine safavidske i zandijske dinastije. Nakon uspona dinastije Kadžara, odlukom Muhamed-hana iz 1786. godine Teheran postaje (38. po redu) glavnim gradom Irana.
Danas je Teheran daleko najvažnije političko, gospodarsko, obrazovno, prometno i kulturno središte Irana. U njegovoj okolici nalazi se 50% iranskih industrijskih postrojenja, a odlikuje se i kvalitetnom gradskom odnosno razvijenom izvangradskom prometnom mrežom. Zahvaljujući malim stopama poreza, niskim cijenama energenata i relativno visokim plaćama, troškovi života u Teheranu vrlo su niski i prema zapadnim procjenama najjeftinija je metropola svijeta. Teheransko sveučilište najstarije je u Iranu, a uz njega aktivno je i 50-ak drugih većih sveučilišta i fakulteta. Uz ostale visoke škole, akademije i razne institute, Teheran ima više od 300 visokoobrazovnih ustanova. Grad također obiluje i brojnim kulturnim objektima poput palača iz kadžarske i pahlavijske epohe, odnosno 60-ak raznih muzeja.
Neke od znamenitosti ovog megalopolisa po kojima se ističe na svjetskoj razini su najveći bazar, jedna od najdužih ulica, jedna od najprometnijih podzemnih željeznica odnosno najviših i najdužih žičara, najveće zbirke kraljevskih dragulja i djela zapadnih umjetnika u Aziji, neka od najposjećenijih šijitskih svetišta, džamija s najvišim minaretima, šesti najviši najviši betonski toranj, četvrti najveći nogometni stadion, najpopularniji azijski nogometni klub, najveće privatno sveučilište, jedno od najkvalitetnijih tehničkih sveučilišta, najveći azijski sajam knjiga, itd.

## Zemljovid
| Navigacijski zemljovid Teherana: (a) Teheranska i Alborška pokrajina, (b) Teheran u administrativnim granicama, (c) Centar grada |
| --- |
| Šahrbanu Homeinijev mauzolej Sale Jahja Mosala Šahova džamija Mujezud Dovle Sepahsalar Huseinije Eršad Imam Homeini Mehrabad Došan-Tape Kale-Morgi Pajam Točal Želj. kol. Zap. kol. Ist. kol. Juž. kol. Arg. kol. Teheransko sveučilište Sveuč. Azadi Sveučilište Imam Ali Medicinsko sveučilište Sveučilište Amir Kabir Sveučilište K. N. Tusi Sveuč. Šarif V.Š. Firuz Bahram Nacionalna knjižnica Nacionalni muzej Muzej suvremene umjetnosti Muzej sagova Muzej iransko -iračkog rata Filmski grad Gazali Golestan Niavaran Sadabad Firdus Mramorna palača Gradsko kazalište Farhang Azadi Katedrala sv. Sarkisa Katolička crkva Prot. crkva Sinagoga Jusuf Abad Sinagoga Abrišami Togrul Milad Azadi Markazi IRIB Behšaher Međunarodni neboder Min. prometa Parlament Vijeće čuvara Gradski park Lale Karim Sae Niav. p. Park vatre i vode Evin Dar. Golab. Džamšidije Lavizan Melat Park Djevice Marije Razijev park PŠ Farahzad PŠ Sorhehesar PŠ Pardisan PŠ Azadegan PŠ Toska PŠ Čitgar PŠ Kuhsar NP Hajer NP Kavir NP Lar NP Vardžen Damavand Čapakrov Naz Palangardan Dizin Šemšak Točal St. Azadi St. Rah Ahan Karadž Raj Islamšaher Resalat Tohid Amir Kabir Abrišam Džavadije J. Lar J. Amir Kabir J. Talekan J. Latjan Veliki bazar A v. V a l i A s r Av. Azadi Av. Engelab Hemat A f r i k a M o d a r e s K o r d e s t a n Č a m r a n Gomnam Mahalati Azadegan AC 2 AC 5 AC 7 AC Teh-Par AC Teh-Par AC Teh-Šom AC Teh-Šom BC 32 BC 38 BC 44 BC 65 BC 71 BC 77 BC 79 Firdusijev trg Trg Vali Asr Pal. trg |

## Etimologija
Podrijetlo imena „Teheran” još je danas predmetom rasprave i postoji više različitih tumačenja. Najpopularnija interpretacija temelji se na srednjovjekovnim djelima islamskog zemljopisca Jakuta koji tvrdi da ime Tah+rān podrazumijeva „Onaj koji lovi (gura)” ili „Onaj koji stanuje pri podnožju (u zemlji)” što ukazuje ili na podzemni život tamošnjih stanovnika u 13. stoljeću, ili na zemljopisni smještaj grada s obzirom na to da se zaista nalazi pri dnu planine Točal (ogranak Alborza).
Nizozemski iranist Albert Houtum-Schindler svoju pretpostavku temelji na početnom slogu oblika Tir-ān pri čemu Tir označava „ravnicu” odnosno „pustinjsku ravnicu”, a sam morfološki oblik objašnjava specifičnim narječjem lokalnog stanovništva. Schindler također povlači etimološke paralele sa Šemrānom, obližnjim selom na sjeveru gdje je bio smješten veliki vodospremnik, na temelju čega Kasravi kasnije tvrdi kako Teheran (Tahrān) podrazumijeva „toplo mjesto” ili „donje mjesto” odnosno Šemiran (Šemrān) „hladno mjesto” ili „gornje mjesto”.
Treću pretpostavku predložio je ruski jezikoslovac Vladimir Minorski koji sugerira da bi Tahrān mogao značiti „Onaj što leži ispod Raja” (starovjekovnog grada nedaleko od Teherana), na temelju spoja slogova Tah („dubina” u brojnim iranskim narječjima na sjeveru) i Raj (Raḡān = Rajān = Rān). Međutim, ova teorija nije kompaktibilna s činjenicom da sjeveroistočno od Isfahana (stotinama kilometara od Teherana) postoji veliko selo koje također nosi povijesno ime „Teheran” što etimološku poveznicu s Rajom dovodi u pitanje.
Sve navedene pretpostavke u jezikoslovnim krugovima smatraju se nagađanjima, a etimološku problematiku otežava i očigledna promjena slovopisa. Primjerice, početno slovo ṭ (ط) dugo se vremena koristilo kao zamjena za obično slovo t (ت) sve do početka 20. stoljeća. Zemljopisac Jakut je oko 1300. godine koristio arapski početni oblik Tâ iako je jasno naglašavao da je riječ perzijska što podrazumijeva da je lokalno stanovništvo svoje mjesto imenovalo kao Tehrān.

## Povijest

### Stari vijek
Najstarija arheološka nalazišta u okolici Teherana datiraju se u mlađe kameno doba odnosno oko 6000. pr. Kr. što podrazumijeva da se radi o jednom od najstarijih iranskih gradova zajedno sa Suzom, Jazdom i Ekbatanom (Hamadanom) odnosno da je bio naseljen i prije dolaska arijskih (indoiranskih) plemena. Jedno od takvih nalazišta je brežuljak Češme-Ali („Alijeva česma“) na kojem je od 1934. do 1936. godine u suradnji Sveučilišnog muzeja Pennsylvania i Bostonskog muzeja finih umjetnosti iskapanja vodio slavni arheolog Erich Friedrich Schmidt, a brojni pronađeni artefakti danas su izloženi u muzejima diljem Irana, Chicaga i Philadelphije. Ostala značajnija nalazišta iz tog razdoblja uključuju i 3000 godina staru utvrdu Gebri iz ranog arijskog razdoblja u sklopu koje je postojalo i zoroastrijsko groblje, te Kajtariju i Darus sjeverozapadno od današnjeg grada.
Uz toponime u okolici Teherana vezuju se brojne legende iz iranske mitologije od kojih neke datiraju još iz 2. tisućljeća pr. Kr. Raj se kao Raḡā spominje na dva mjesta u zoroastrijskoj svetoj zbirci Avesti: u liturgijskoj „Jasni” spominje se u kontekstu prijestolnice značajnog Zarathuštrinog podanika, dok se u tekstovima „Vendidada” pojavljuje kao dvanaesta pokrajina stvorena od Ahura Mazde u kojoj stoluju tri rase (klase: svećenici, ratnici i ratari). U nekim djelima na srednjoperzijskom jeziku Raj se spominje i kao rodno mjesto samog Zarathuštre, no brojni suvremeni povjesničari smatraju da je ono ipak u Horasanu na istoku.
Damavand, visoki planinski vrh u blizini Teherana, zauzima važno mjesto u Firdusijevoj „Šahnami” (iranski nacionalni ep iz 1000. godine) koja također obiluje legendarnim pričama iranske mitologije. Kajūmarṯ iz „Šahname” kao prvi čovjek na Zemlji prema zoroastrijskoj verziji postanka svijeta živio je na Damavandu i pripisuje mu se osnivanje grada podno planine. Mitološki strijelac Araš koji je požrtvovno izgubio život prilikom razgraničenja Irana i Turana, odapeo je graničnu strijelu s iste planine. Ova se legenda slavi i dan danas tijekom godišnjeg iranskog festivala Tiregana. Damavand je također i mjesto na kojem Frejdun zarobljava zmaja Zahaka, odnosno rodno mjesto legendarnog kralja Manučera.
Raj je bio vrlo značajan grad tijekom medijskog i ahemenidskog razdoblja iranske povijesti. Nalazio se na važnom putu koji je povezivao Ekbatanu (Hamadan) na zapadu i Tus (pokraj Mašhada) na istoku, a preko grada prolazile su sve karavane koje su spajale zapadni Iran i Mezopotamiju s Margijanom odnosno Kinom na sjeveroistoku, te Arijom i Arahozijom odnosno Indijom na jugoistoku. Osim toga, grad je putovima uz rubne dijelove pustinje Dašt-e Kavir bio povezan i s Parsom na jugu, dok su ga tri planinska puta preko Alborza povezivala i s Kaspijskm jezerom na sjeveru.
Poznato je da je Raj bio zoroastrijsko središte Medijskog Carstva, a o religijskoj važnosti svjedoče i putopisi arapskog zemljopisca Jakuta koji gotovo 2000 godina kasnije spominje da je grad bio sjedištem zoroastrijskih svećenika Maga. Raj se također spominje i u ahemenidskim epigrafskim natpisima perzijskog vladara Darija Velikog u Behistunu koji navode kako je Darije 521. pr. Kr. poslao vojsku iz Raja da pomogne ocu Histaspu u pobjedi protiv pobunjenika u istočnoj satrapiji Partiji. Oko dva stoljeća kasnije kroz Raj se pred Aleksandrom povlači posljednji ahemenidski vladar Darije III. Kodoman, a helenistički povjesničar Duris sa Samosa spominje razoran potres koji je istovremeno pogodio grad i okolicu. Grad je obnovljen nedugo kasnije u vrijeme seleukidskog vladara Seleuka I. Nikatora i kratko je bio poznat pod imenom Europos, a u partskom razdoblju nosio je ime Arsakija i bio je proljetnom prijestolnicom partskih vladara. Prema zemljopiscu Izidoru iz Haraksa, grad je bio najsnažnijom utvrdom u čitavoj Mediji. Raj se spominje i u starozavjetnim biblijskim knjigama o Tobiji i Juditi što svjedoči da su Židovi možda naseljavali grad u 7. stoljeću pr. Kr.
Tijekom sasanidskog razdoblja, Raj je bio prijestolnicom iranske plemićke obitelji Mihran iz koje potječe Bahram Čobin, general i uzurpator sasanidskog prijestolja koncem 6. stoljeća. Posljednji sasanidski vladar Jezdegerd III. iz Raja je 641. godine izdao njegov posljednji proglas narodu prije povlačenja u Horasan, a grad je ostao u rukama Čobinovog unuka Sijavahša koji je vodio neuspješnu obranu protiv arapske invazije. Grad je prilikom opsade srušen zbog odmazde, no novi namjesnik Faruhan dao ga je obnoviti nedugo kasnije. Žensko svetište Bibi Šahrbanu u ogranku modernog Teherana povezuje se s Jezdegerdovom kćeri koja je prema tradiciji postala supruga Huseina ibn Alija, trećeg šijitskog imama. Postoji i vjerojatnost da je svetište u starom vijeku bilo posvećeno zoroastrijskoj božici Anahiti, te da je nakon dolaska islama samo promijenilo funkciju.

### Srednji vijek
U početnim stoljećima islamskog razdoblja iranske povijesti Raj je bio poprištem brojnih sukoba između lokalnih Perzijanaca i arapskog kalifata. Vjerojatno najpoznatija ličnost iz ovog razdoblja je Harun al-Rašid, abasidski kalif rođen 763. u Raju, čiji se raskošni dvor dovodi u vezu s poznatim pričama iz „Tisuću i jedne noći”. Kasnije su u njemu ratovale i lokalne iranske dinastije, a potom Iranci protiv nadolazećih turkijskih Oguza čija je provala na Iransku visoravan rezultirala osnivanjem dinastije Seldžuka. Najznačajniji seldžučki vladar Togrul odabrao je Raj za svoju prijestolnicu, a nakon njegove smrti u čast mu je podignut 20-metarski toranj koji je očuvan do današnjeg dana.
Istovremeno, oko šest kilometara sjeverno od Raja, središte današnjeg Teherana razvijalo se kao malo seosko naselje čije se gospodarstvo temeljilo na poljoprivredi. Uzgoj voća i povrća u brojnim vrtovima bio je moguć zahvaljujući sofisticiranom sustavu kanata kao i potocima koji su se slijevali s Alborza i navodnjavali obližnje ravnice, a trgovina je cvala zahvaljujući blizini Rajske utvrde odnosno strateškom položaju na Putu svile. Povjesničari za ovo razdoblje teheranske povijesti koriste i izraz „naseljeni vrt”.

#### Teheran u najstarijim zapisima
Teheran se kao naselje prvi put spominje u tekstovima iz ranog 12. stoljeća, iako je sigurno da je pod tim imenom postojao stoljećima ranije. Naime, bagdadski povjesničar Al-Katib al-Bagdadi u svojim zapisima spominje da je 874. ili 884. godine u palestinskom gradu Askalānu umro znanstvenik pod imenom Ḥammād al-Ṭehrāni al-Rāzi čije prezime jasno implicira toponimsko podrijetlo. Najstariji zapis u kojem je Teheran zabilježen kao naselje jest Farsname („Knjiga o Perziji”), djelo iranskog znanstvenika Ibn Balhija iz Horasana pisano između 1108. i 1116. godine koje spominje izvrsnu kakvoću teheranskog mogranja.
Detaljniji opisi Teherana pojavljuju se početkom 13. stoljeća u zapisima brojnih prolaznika na Putu svile. Najznačajniji među tim putopiscima bio je arapski zemljopisac Jakut al-Hamavi koji nije osobno posjetio Teheran, no 1220. godine boravio je u susjednom Raju (osam godina prije mongolske invazije) odakle je prikupljao podatke koji se danas smatraju vrlo vjerodostojnima. Drugi značajni izvor su zapisi perzijskog znanstvenika i zemljopisca Zakarije al-Kazvinija iz 1275. godine koja su u velikoj mjeri prijepis ranijih Jakutovih radova, ali nude i neke nove podatke. Jakut opisuje Teheran kao poveći „gradić-tržnicu” (arap. karijaton kabiraton) koji se sastoji od dvanaest kvartova (arap. maḥala). Kazvini piše da su navedenim kvartovima vladale starješine koji su bili u neprijateljskim odnosima zbog čega se stanovnici nisu usuđivali ući u tuđi kvart. Stanovnici Teherana bili su i u lošim odnosima s lokalnim horezmijskim pokrajinskim namjesnikom zbog njegovog ubiranja visokih poreza.
Tijekom ovog razdoblja, Teheran je bio poznat po proizvodnji voća i povrća, te trogloditskim naseljima podno planine. Stočarstvo prema starijim izvorima uopće nije ni postojalo, no takvi se zaključci danas smatraju pogrešnom interpretacijom Jakutovih tekstova. Teheran je predstavljao općepoznati primjer razvijenog poljoprivrednog obrasca koji se mogao naći u svakoj oazi odnosno mjestu na Iranskoj visoravni, a temeljio se na kombinaciji korištenja gnojiva, intenzivnom kolektivnom radu i navodnjavanju pomoću kanata. Brojni od tih drevnih vodovodnih sustava otkriveni su u 21. stoljeću prilikom prokopavanja suvremenih tunela. Prema jednoj anegdoti koju u 17. stoljeću spominje talijanski putopisac Pietro Della Valle, safavidski šah Abas Veliki jednom se prilikom toliko najeo ukusnog teheranskog voća da mu je pozlilo zbog čega je odlučio ubuduće izbjegavati posjete gradu. Podzemna i polupodzemna naselja znanstvenici pripisuju oštrim zimskim uvjetima na iranskom sjeveru, dok se između ostalog navode i sigurosni razlozi. Iako se naselja takve vrste ne spominju još od safavidskog razdoblja, engleski putopisac Robert Ker Porter tvrdi kako ih je 1818. godine primijetio u siromašnim teheranskim predgrađima. Stanovnici Teherana u ovom su razdoblju nosili negativnu reputaciju i bili su poznati po svadljivosti i tvrdoglavosti, no suvremeni povjesničari to pripisuju animozitetu između islamskih ogranaka: srednjovjekovni autori uglavnom su bili suniti, a teheranski stanovnici još od bujidskog vremena šijiti.

#### Pojava urbanih funkcija
| Neki od prvih Europljana u Teheranu: Ruy Gonzáles de Clavijo • Pietro Della Valle • Sir Thomas Herbert |  | Neki od prvih Europljana u Teheranu: Ruy Gonzáles de Clavijo • Pietro Della Valle • Sir Thomas Herbert |  | Neki od prvih Europljana u Teheranu: Ruy Gonzáles de Clavijo • Pietro Della Valle • Sir Thomas Herbert |
| Neki od prvih Europljana u Teheranu: Ruy Gonzáles de Clavijo • Pietro Della Valle • Sir Thomas Herbert |  | |  | |

Preobrazba Teherana iz sela odnosno malenog naselja u važan grad uvjetovana je razarajućom mongolskom invazijom iz 1228. godine kada je većina gradova u Iranu pretrpjela katastrofalna oštećenja. Među takvima je bio Raj, ali i sam obližnji Teheran. Hamd-Alah Mostavfi, povjesničar i zemljopisac iz ilhanidskog razdoblja, oko 1340. godine opisuje Teheran „važnim gradićem” (perz. kaṣaba-je moʿtabar) ali istovremeno naglašava da nije bio naseljen kao u ranija vremena. Ono što je poznato jest da je Raj kao utvrđeni grad pretrpio puno veća oštećenja, pa njegove ruševine više nisu bile atraktivne preživjelom stanovništvu koje se ubrzo preselilo u Teheran, ruralno naselje bogato vrtovima i vodom. Tijekom idućih stotinu godina, Teheran je postao značajnim gospodarskim žarištem okolne regije. Ilhanidski tekstovi iz 1284. i 1294. godine oslovljavaju grad kao „Teheran kod Raja” što svjedoči kako je još krajem 13. stoljeća bio u sjeni nekadašnje popularnosti obližnjeg Raja. Mostavfi navodi kako je ilhanidski vladar Gazan-han pokušao obnoviti Raj, no njegov plan se izjalovio pa je naposljetku pokrajinskim sjedištem postao Varamin, gradić smješten 45 km jugoistočno od Teherana i Raja. Varaminska pokrajina sastojala se od četiri okruga među kojima je bio i Teheran, dok je Raj bio u njegovu sastavu.
Ruy Gonzáles de Clavijo, veleposlanik španjolskog kralja Henrika III. Kastiljskog na Timurovom dvoru, vjerojatno je prvi Europljanin koji je posjetio Teheran. Gonzáles de Clavijo u svom putopisu navodi da je posjetio Teheran 6. srpnja 1404. godine, a opisuje ga „velikim gradom” bez fortifikacija koji obiluje svim mogućim proizvodima. U gradu je bila smještena kraljevska palača i dvije znamenite građevine, a u jednoj od njih živio je Timurov nećak. Timuridska palača od ruševina drevnog Raja bila je udaljena dvije španjolske lige (oko 8,5 km) što je približno dva kilometra više od Jakutove procjene dva stoljeća ranije. Unatoč mogućnostima odstupanja u procjenama, razlika ima veliku povijesnu važnost jer na temelju iste suvremeni povjesničari smatraju kako su Timuridi premjestili središte grada prema sjeveru, a taj se trend nastavio i tijekom vladavine sljedećih iranskih dinastija. Precizne granice timuridskog sjedišta u današnjem gradu mogu se lako rekonstruirati zahvaljujući očuvanosti imamzada (šijitskih grobnica-svetišta) i groblja iz tog razdoblja. Jugoistočna međa Teherana bila je otprilike određena kupolom imamzade Sajeda Ismaila, izgrađenom prije 1481. godine o čemu svjedoči zapis na drvenim vratima mauzoleja (ujedno i najstariji očuvani datum u gradu). Sjeverozapadna međa navedenog kotara bila je određena imamzadom Jahje koja se datira prije 1231. godine, a timuridska palača nalazila se još sjeverozapadnije ali u okvirima Teheranske utvrde odnosno na mjestu današnje Golestanske palače. Krajnja jugozapadna točka nalazila se kod imamzade Sajeda Nasr al-Dina koja je izgrađena u 15. stoljeću, a četvrta odnosno jugoistočna točka nalazila se kod Zaidove imamzade iz 1497. godine na kojoj se danas nalazi teheranski bazar. Približna površina timuridskog Teherana iznosila je jedan četvorni kilometar.

### Novi vijek

#### Safavidski grad
Teheran široke urbanističke razmjere počinje poprimati tijekom safavidskog razdoblja, posebno u vrijeme vladavine Tahmaspa I. koji je u gradu dao sagraditi veliki središnji bazar okružen zidinama. Bazar kao glavna tržnica bio je obilježje gospodarskog prestiža starovjekovnih i srednjovjekovnih iranskih gradova, no sudeći prema djelima Gonzálesa de Clavija grad prilikom njegova posjeta 1404. godine nije imao ni zidine ni organizirani bazar već isključivo manje trgovačke ulice. Safavidski bazar tipološki je bio jednostavnog oblika, linearan u formaciji s redovima trgovina poredanih jedni pored drugih, iza kojih se postepeno diže broj skladišta. Sudeći prema kasnijim dokumentima, ovakav se raspored zadržao sve do ranog 19. stoljeća. Prilikom posjete Thomasa Herberta 1627. godine, samo jedan dio bazara bio je natkriven, a engleski putopisac opisuje i potoke s Alborza koji se račvaju u gradu i dijele ga na dva dijela. Grad je bio omeđen jarcima, a zidine su se sastojale od 114 tornjeva što odgovara broju sura u Kuranu. Na osnovi kasnijeg plana grada vidljivo je da se takav tlocrtni raspored zadržao do 1858. godine, a pristupano mu je pomoću četiriju gradskih vrata. Peta gradska vrata na sjeveru utvrde dodana su početkom 18. stoljeća u vrijeme vladavine paštunskih Hotakijaca, što se prema tradiciji tumači kao pokušaj osiguravanja izlaza za bijeg u slučaju gradske pobune.
Safavidski interes za unaprjeđenje Teherana danas se tumači dvjema činjenicama. Prva glasi da je Sajed Hamza, jedan od safavidskih predaka, pokopan u obližnjem Raju pokraj mauzoleja Abdul Azim-šaha. Prema drugoj, sam Teheran imao je dugu šijitsku tradiciju što najbolje potvrđuju brojni vjerski spomenici šijitskog karaktera. Ovi čimbenici sentimentalne su prirode i zasigurno su imali određenu ali ne i presudnu ulogu, jer takva se pripisuje žestokim iransko-osmanlijskim ratovima iz tog vremena što je svakako impliciralo poticajem na što bolju zaštitu fortifikacijama. O ovom svjedoči i činjenica da su Safavidi zbog izloženosti osmanlijskim napadima prijestolnicu prvo premjestili iz Tabriza u Kazvin, a zatim još jugoistočnije u Isfahan. Urbanistički razvoj u Teheranu dovodi se u vezu s ovim promjenama prijestolnica jer je premašivao potrebe stanovništva, pa postoji vrlo velika mogućnost da je sam Teheran trebao postati glavnim gradom. U prilog tome, Xavier de Planhol ističe nerazmjernost površine grada i broja stanovnika odnosno kućanstava: gradske zidine protezale su se oko osam kilometara što podrazumijeva površinu od oko 4,5 km2, a broj stanovnika kretao se između 15 i 20 tisuća sudeći prema Herbertovim zapisima koji spominju 3000 kuća 1627. godine. Zahvaljujući Tahmaspovim fortifikacijama, grad je mogao primiti barem 100.000 ljudi pa nije bilo potrebe za daljnjim urbanističkim širenjem sve do 19. stoljeća kada je Teheran dosegnuo tu brojku. Europske putopise iz Teherana, u kojima se ističe veličina grada, suvremeni povjesničari tumače upravo ovim nerazmjerom urbano-populacijskog odnosa i smatraju da su putopisci kao Pietro Della Valle precjenjivali njegovu važnost. Vodeći iranski gradovi u to vrijeme bili su Isfahan, Kašan i Tabriz, dok je Teheran safavidskoj dinastiji desetljećima služio prvenstveno kao vojna utvrda. Safavidi ovdje nisu izgradili velike džamije i druge prestižne građevine kao u Isfahanu, a u prilog tome idu i djela francuskog putopisca Jean Chardina koji Teheran krajem 17. stoljeća naziva „malenim gradićem”. Ipak, u gradu je bio izgrađen veliki čaharbag (perzijski vrt), a u vrijeme vladavine iranskog šaha Sulejmana I. Teheran je dobio i carsko tajništvo (perz. divān-ḵāna) u kojem su se 1720. godine sastali šah Sultan Husain i osmanski veleposlanik Ahmeda III. Grad je stradao 1720-ih godina prilikom invazije hotakijske dinastije na zapad Iranske visoravni.

#### Kadžarski glavni grad
Teheran je nastavio biti relativno malenim gradom ali ujedno velikom vojarnom i tijekom razdoblja zandijske dinastije koji vladaju iz Širaza u Farsu. Između 1755. i 1759. godine zandijski vladar Karim-han planira premještanje glavnog grada u Teheran i daje sagraditi brojne zgrade unutar carske četvrti među kojima je i popularno odmorište tvz. „Karim-hanov kutak”. Ova teheranska četvrt ubrzo počinje poprimati sva obilježja tipične iranske carske prijestolnice, no nakon Karimove smrti zemlja tone u građanski rat između njegovih sinova koji nastavljaju vladati iz Širaza i sve moćnije dinastije Kadžara iz sjeverozapadnog iranskog grada Tabriza. Teheran se našao u žarištu sukoba između prozandijskog namjesnika Kafur-hana i pobunjenog Muhamed-hana Kadžara koji 1785. godine ostvaruje prevlast i osniva novu, kadžarsku dinastiju. Muhamed-han pobjedonosno ulazi u Teheran 12. ožujka 1786. godine i proglašava grad svojom novom prijestolnicom. Razlozi kadžarskog premještanja prijestolnice iz Tabriza u Teheran tumače se osmanlijskom i ruskom opasnošću, a Teheran je predstavljao savršenu stratešku točku između spomenutih iranskih neprijatelja na sjeverozapadu kao i Turkmena na sjeveroistoku zemlje, a uživao je i povlašten zemljopisni položaj jer su mu gravitirala sva gospodarska središta s Iranske visoravni. Još krajem 18. stoljeća grad se veličinom nije previše promijenio od safavidskog vremena, pa tako 1797. godine francuski entomolog i putopisac Guillaume-Antoine Olivier opisuje Teheran kao grad od 15.000 stanovnika i 3000 vojnika na površini od 7,5 km2 od čega polovicu čine građevine dok ostatak zauzimaju vrtovi, voćnjaci i parkovi.
Značajni urbanistički razvoj Teherana kao metropole započinje u ranom 19. stoljeću pod vodstvom vladara Fateha Ali-šaha (1797. – 1834.) koji nadograđuje i uljepšava teheransku carsku utvrdu podizanjem „Tornjeva vjetra” (perz. Emarat-e Badgir) i „Mramornog prijestolja” (perz. Taht-e Marmar). Također, u okvirima bazara sagrađena je i „Šahova džamija” (perz. Masjed-e šah), a započeta je i izgradnja zdanja Negar Hane i Lalezar koji nisu dovršeni do njegove smrti 1834. godine. Zadnjih dvadesetak godina njegovog života obilježio je i snažan priljev iranskog stanovništva u Teheran iz svih dijelova zemlje. Njegov sin Muhamed-šah (1834. – 1848.) nastavio je doprinositi Teheranu novim graditeljskim zdanjima poput imamzade i džamije, a ostao je upamćen i kao prvi iranski vladar koji je počeo širiti grad izvan njegovih zidina. To se prvenstveno odnosi na sjeverni Teheran gdje su izgrađene nove carske palače. Godine 1868. u teheranskim gradskim zidinama živjelo je 155.736 stanovnika. Najveći preobražaj Teheran doživljava za vrijeme vladavine Nasrudin-šaha (1848. – 1896.) koji uništava stare gradske zidine na uštrb novih, proširenih fortifikacija. One se u opsegu protežu 19,2 km i imaju oblik nepravilnog oktagona, a gradu se prilazi kroz dvanaest monumentalnih i jednoliko raspoređenih gradskih vrata ukrašenih keramikom. Nasrudin-šah naredio je i adaptacije brojnih teheranskih zgrada kao i izgradnju novih kanata za opskrbu vodom, a upamćen je i po rušenju starijih četvrti zbog izgradnje prometne mreže širokih gradskih ulica i avenija što se dovodi u neposrednu vezu s francuskim urbanistom Haussmannom koji je istovremeno vodio identičan program obnove u Parizu. Jedna od najvećih građevina iz Nasrudin-šahovog vremena bila je velika oružarnica (perz. Tuphāne) dimenzija 275 x 137 m. Zadnjih godina njegove vladavine odnosno koncem 19. stoljeća Teheran se prostirao na površini od 18.25 km2 s bazarom kao središtem grada u čijoj su se neposrednoj blizini nalazile carska palača i zgrada suda. Početkom 20. stoljeća u gradu je živjelo oko 250.000 ljudi, uglavnom izvan gradskih zidina.
Teheran na prijelazu iz 19. u 20. stoljeće:
- Teheranski bazar (ilustracija iz 1873. g.)
- „Kraljevsko kazalište” (Takia-je Dovlat) u 1887. g.
- Konjski tramvaj (1890. g.)
- Teheranski parni vlak „Dudi” iz 1920. g.
- Automobili na teheranskim ulicama (1930. g.)

### Suvremeno doba

#### Pahlavijska modernizacija
Početak 20. stoljeća obilježila je Iranska ustavna revolucija iz 1906. godine koja je 19 godina kasnije rezultirala preobrazbom Irana iz apsolutne u ustavnu monarhiju. Iste godine vlast preuzima Reza-šah čime kadžarska dinastija nestaje sa svjetske političke pozornice, i započinje razdoblje vladavine dinastije Pahlavi koja se održala sve do 1979. godine. Prilikom dolaska Reza-šaha na vlast, država postaje ključni igrač u teheranskoj arhitekturi i urbanizmu čiji je cilj bio opsežni program modernizacije odnosno stvaranja suvremene prijestolnice 20. stoljeća. Gradske zidine Nasrudin-šaha su velikim dijelom srušene 1932. godine, čime se otvorio prostor za izgradnju još većih ulica i bulevara koji su središte grada trebali povezivati s novim prigradskim naseljima. Od ukupno dvanaest gradskih vrata iz kadžarske utvrde, danas su sačuvana samo jedna.
Godine 1930. Reza-šah raspisuje niz natječaja i poziva brojne iranske i strane arhitekte da sudjeluju u modernizaciji grada. Ruski arhitekt Nikolaj Markov projektirao je Višu školu Alborz, Glavni poštanski ured i zgradu telekomunikacija, francuski arhitekt André Godard projektirao je Iranski nacionalni muzej, dok su modernističke zgrade Teheranskog sveučilišta projektirali Francuzi Roland Dubrulle i Maxime Siroux, Švicarac Alexandre Moser i Iranac Mohsen Faruki. Potonji arhitekt smatra se ocem iranske modernističke arhitekture, a poznat je i po projektiranju Banke Meli. Vartan Avanessian projektirao je Apartmansko naselje „Reza-šah” i školu za siročad, a između ostalog izgrađene su i nove zgrade Iranske policije, Ministarstva vanjskih poslova, Teheranskog kolodvora, itd. Grad se ubrzo proširio na 46 km2 odnosno šest puta veću površinu nego u vrijeme vladavine Fateha Ali-šaha stotinu godina ranije.
Početkom Drugog svjetskog rata Iran pokušava zadržati neutralnost, no pod vojno-političkim pritiskom Saveznika potpisuje ugovor o savezu sa SSSR-om i Velikom Britanijom kojim je određeno će postati koridor za prijevoz američkog oružja u Sovjetski savez, a britanske i sovjetske postrojbe će se povući iz Teherana i Irana u roku od šest mjeseca nakon što rat bude okončan. Iranski monarh Reza-šah bio je prisiljen abdicirati u korist vlastitog sina M. Reze Pahlavija. Od 28. studenog do 1. prosinca 1943. godine u sovjetskom veleposlanstvu u Teheranu održana je važna konferencija na kojoj su sudjelovali britanski premijer Winston Churchill, američki predsjednik Franklin Delano Roosevelt i generalni sekretar Komunističke partije Sovjetskog saveza Josif Staljin zajedno s najvišim vojnim i političkim suradnicima. U Teheranu se između ostalog krojila i sudbina Hrvatske jer su saveznici raspravljali o pomoći narodnooslobodilačkoj borbi u Jugoslaviji. S druge strane, Iranu je zajamčena nezavisnost i teritorijalni integritet nakon svršetka rata. Sovjetsko nepopuštanje da se povuku iz iranskog Azarbajdžana 1946. godine dovelo je do jačanja američko-britanskog utjecaja u Iranu što će sedam godina kasnije rezultirati vojnim pučem u Teheranu čime je M. Reza Pahlavi postao vladar s apsolutnim ovlastima.
Politički događaji u Teheranu koji su obilježili Iran u 20. stoljeću:
- Članovi prvog iranskog parlamenta nakon ustavne revolucije (1906.)
- Teheranska konferencija (1943.): J. Staljin, F. D. Roosevelt i W. Churchill
- Iranski vojni puč (1953.):
Vojnici zauzimaju zgradu parlamenta
- Iranska revolucija (1979.):
Masovni protesti na Trgu slobode
- Dolazak Imama Homeinija u teheransku zračnu luku (1979.)

M. Reza Pahlavi svoj politički autoritet pokušava ostvariti i kroz modernizaciju Teherana što posebno dolazi do izražaja nakon 1960. godine. Kraljevska obitelj 1966. godine seli se iz središta grada u sjevernu četvrt Niavaran gdje se prema projektima iranskog arhitekta Mohsena Farukija grade nove palače i druge popratne građevine, a tamošnje stanovništvo premješta se u druge gradske četvrti. Istovremeno, Raj i Šemiran po prvi puta u povijesti službeno postaju administrativnim kotarima Teherana. Prvi urbanistički plan grada definiran je 1969. godine, a pogoduje širenju razvoja grada prema osi istok-zapad što je bio nov pristup nakon stoljeća širenja po osi sjever-jug. Prema zapadu se grade nova golema stambena naselja poput „Zapadnog grada” (perz. Šahrak-e garba), a industrijske zone lociraju se još zapadnije prema obližnjem velegradu Karadžu. Svi važni administrativni i gospodarski objekti grade se van stare gradske jezgre, a izgrađena je i suvremena mreža gradskih autocesta po uzoru na Los Angeles.
Početkom 1970-ih godina kada zbog Jomkipurskog rata izbija energetski sukob između arapskog i zapadnog svijeta, cijene nafte dosežu vrhunac što se neposredno odražava i na veliki uzlet iranskog gospodarstva, a time i na sam daljnji urbanistički razvoj Teherana. Novi projekti nastaju brzim tempom pa se grade prostrane stambene četvrti poput Ekbatana (221 ha), podzemna željeznica, autoceste, itd. Ambicije iranskog monarha rastu i dalje pa 1975. godine planira projekt ultra-modernog kraljevskog naselja od 554 ha poznatog po imenu „Kraljevski grad Pahlavi” (perz. Šahestan Pahlavi) koji je trebao postati simbolom njegove moći, no projekt neslavno propada zbog gospodarske krize (1978.) i Iranske revolucije (1979.).
Godine 1977. iranska vlada odlučuje se na odustajanje od urbanističkog plana iz 1969. s obzirom na to da tempo razvoja nije mogao pratiti u korak golemi priljev stanovništva iz svih dijelova Irana. Početkom sljedeće godine izbija opća revolucija i Teheran zahvaćaju valovi masovnih prosvjeda protiv vladajuće monarhije, a zbog otvorene američke potpore M. Rezi Pahlaviju prosvjednici 4. studenog 1979. zauzimaju američko veleposlanstvo u Teheranu čime nastupa iranska talačka kriza. Zbog nje Jimmy Carter gubi drugi predsjednički mandat, a pedesetak zatočenika pušteni su nekoliko minuta poslije njegovog odstupanja s vlasti, nakon puna 444 dana. Iranska organizacija odgovorna za zauzimanje nedugo kasnije objavila je na desetke američkih strogo povjerljivih dokumenata koji su duboko potresli ugled CIA-e. Američko veleposlanstvo u Teheranu od tada je zatvoreno, a Iran i Sjedinjene Države diplomatske kontakte održavaju preko misija u Švicarskoj. Revolucija je završila progonom Pahlavija iz Irana, a milijuni na ulicama dočekali su povratak Homeinija u teheransku zračnu luku.

#### Iranski megalopolis
Do 1975. ili 1980. godine Teheran nije imao predgrađa u prvom smislu riječi već isključivo satelitski grad Karadž i prsten malenih seoskih naselja. Većina doseljenika između 1955. i 1970. godine bila je nagomilana u zgradama izvan središta, posebno na jugu grada. Prema društvenom trendu započetom još u 19. stoljeću, siromašniji slojevi društva naseljavali su južne rubove Teherana, imućni građani sjever, a srednja klasa podjednako istok i zapad grada. Na potezu između Teherana i Karadža zahvaljujući autocestama razvijalo se industrijsko područje što je za nekoliko godina rezultiralo gradnjom brojnih satelitskih naselja uz navedene zone. Godine 1970. Teheran se preobražava u kompaktan grad i njegovim jasnim granicama postaju planina Alborz na sjeveru i polupustinjski ogranci Dašt-e Kavira na jugu. Nakon naglog povećanja cijena naftnih derivata odnosno uzleta iranskog gospodarstva iz sredine 1970-ih, brojni stanovnici iz iranskih pokrajina poput Azarbajdžana i Kurdistana odlaze u Teheran kao jeftina radna snaga, no zbog visokih cijena stambenih objekata naseljavaju se uglavnom po selima na južnoj periferiji grada, odnosno izvan njegovih administrativnih granica. U pokušaju da regulira različitost zakona u građevinskim dozvolama i neplansku gradnju, administrativne granice Teherana iz godine u godine postajale su sve šire. Stručnjaci tvrde da je i sama Iranska revolucija bila rezultat niza akumuliranih incidenata među konzervativnim šijitskim stanovništvom naseljenim u južnom Teheranu. Tijekom 1980-ih godina, spomenuta prigradska sela postaju razvijena gradska naselja u kojima živi i po 200.000 stanovnika.
Do 1986. godine, uprava u „Velikom Teheranu” nedosljedna je jer ne postoje administrativne i financijske strukture što stvara poteškoće u odnosima teheranskog gradonačelnika i okolice, no od navedene godine organizacija šireg gradskog područja se mijenja pa slika postaje neusporedivo boljom. Središnja gradska uprava organizira podjelu grada na naselja s nekoliko desetaka tisuća ljudi, a iranska vlada počinje financirati planiranu stambenu gradnju i po pedesetak kilometara od središta Teherana. U cilju da se ograniči priljev migranata, vlasti također zabranjuju gradnju tvornica u užim granicama grada što je bitno utjecalo na raspodjelu stanovništva odnosno čime Teheran konačno dobiva predgrađa u pravom smislu riječi. Međutim, nova predgrađa infrastruktrom nisu bila dovoljno razvijena, a njihova opsežna rekonstrukcija započela je 2000-ih godina. Na demografsku strukturu grada 1980-ih godina najviše su utjecali priljev stanovništva iz zapadnih područja zahvaćenih Iransko-iračkim ratom (1980. – 1988.) odnosno golem prirodni priraštaj koji se stabilizirao početkom 1990-ih. Međutim, zadnja godina spomenutog rata obilježena je tzv. „ratom gradova” u kojem su Iranci bombardirali Bagdad, a irački diktator Saddam Hussein u razdoblju od šest tjedana dao je ispaliti 190 balističkih raketa na Teheran. Iako su žrtve i šteta u gradu bile minimalne, raketiranje je izazvalo osjetan strah u gradu pa ga je privremeno napustilo oko 30% stanovništva, uglavnom prema gradovima na sjeveru. Kontinuirani ali ujedno stabilizirani rast grada nastavo se i tijekom 1990-ih godina, a sredinom 2000-ih njegovo spajanje sa susjednim velegradom Karadžom i drugim prigradskim naseljima stvorilo je anglomeraciju s više od deset milijuna stanovnika čime se pretvara u prvi megalopolis Irana.

## Zemljopis

### Položaj
Središte Teherana i veći dio grada smješteni su u nizinama koje se od planine Alborz stepenasto spuštaju prema jugu pod nagibom od približno 13%, dok su ostali dijelovi grada smješteni pod obroncima planina na sjeveru i jugoistoku. Prosječna nadmorska visina u gradu je oko 1200 m, ali može značajno varirati ovisno o dijelovima grada po različitoj zemljopisnoj širini. Primjerice, stariji dijelovi grada poput Teheranske citadele u središtu i starovjekovnog Raja na jugu grada nalaze se na oko 1100 m nadmorske visine, dok se noviji dijelovi na sjeveru poput Trga Tadžiriš i uspinjače u Darbandu nalaze na 1612 odnosno 1805 m. Najveći ekstremi su Zračna luka Imam Homeini na krajnjem jugu koja se nalazi na 1007 m, odnosno skijalište na vrhu Točala s 3933 m nadmorske visine što čini ukupnu visinsku razliku od gotovo 3000 metara.
Osnivanje grada u početku je bio ograničeno na dvije zone koje imaju ravničarska obilježja: gornja se sastoji od propusnog šljunka, a donja odnosno južna od vodonepropusnih aluvijalnih naslaga. Ove dvije vrsta tla rezultat su prijelaza pustinje Dašt-e Kavir i njenih podzemnih ploča prema planini Alborz što se očituje u njihovom izbijanju na površinu u sjevernim dijelovima grada. Navedeni geološki čimbenici otežavaju izgradnju drenažnih sustava kao i građevinskih objekata općenito. Tlo gornjih dijelova grada podno Alborza sastoji se od sedimentnih nizova koji datiraju od gornjeg devona do oligocena, a dominira jurski vapnenac preko granitne jezgre što područje čini stabilnim za izgradnju.
Grad u užem smislu nije bogat vodenim resursima i osim manjih potoka koji se slijevaju s Alborza ne postoje veće vodene mase poput rijeka ili jezera, a grad ne obiluje ni podzemnim vodama. Međutim, u neposrednoj blizini grada nalaze se tri značajne rijeke - Karadž (40 km zapadno), Džadž-Rud (30 km istočno) i Haraz (40 km istočno) na kojima su podignute brane čime su dobivena tri velika vodospremnika (Amir Kabir, Latjan i Lar) koja opskrbljuju grad i širu okolicu. Oko 50 km istočno od grada nalazi se i najviši iranski planinski vrh Damavand (5621 m) na kojem se snijeg zadržava do srpnja, a ostali vrhovi uključuju Palangardan (4375 m), Čapakrov (4318 m) i Naz (4108 m). Grad i njegova predgrađa 2001. godine zauzimala su površinu od približno 86.500 ha.
- Pogled na Alborz
- Vodopadi „Blizanci” u Darbandu (sjever grada)
- Sedimentne stijene sjevernih obronaka grada
- Pogled na vrh Damavand (5621 m)
- Brana Karadž, oko 60 km zapadno od Teherana

### Klima
Klima u Teheranu je polusuha (stepska) i kontinentalna, te se klasificira oznakom BSk po Köppenovoj klasifikaciji. Na klimu u gradu najviše utječe njegov zemljopisni položaj odnosno zaštićenost planinama Alborza na sjeveru i izloženost pustinji Dašt-e Kavir na jugoistoku. Planine na sjeveru sprječavaju dotok kišnih oblaka s Kaspijskog jezera, dok s pustinjskih područja pristižu vjetrovi koji donose topli zrak i prašinu. Treći važni čimbenik koji utječe na teheransku klimu su ciklone koje pristižu sa zapada i donose hladan i vlažan zrak.
Općenito, klima u gradu se može opisati blagom u proljeće i na jesen, vrućom i suhom na ljeto, te hladnom tijekom zime. S obzirom na nejednoliki razmještaj teheranskih gradskih naselja na području koje se proteže desecima kilometara i na razlike u nadmorskim visinama do 900 m, klima i temperature mogu se bitno razlikovati pa sjeverne planinske četvrti mogu biti znatno hladnije od onih na južnim nizinama. Ljeta su vruća i s izrazito malo padalina, no relativna vlažnost je općenito niska pa su noći hladne. Većina padalina nastupa tijekom kasne jeseni i početka proljeća, no njihova ukupna količina je mala i iznosi svega 232,8 mm godišnje. Najtopliji mjesec u godini jest srpanj čija je prosječna temperatura 30,2°C (srednji minimum 23,9°C, apsolutni maksimum 43°C), dok je najhladniji mjesec siječanj s prosječnom temperaturom od 3,7°C (srednji maksimum 7,9°C, apsolutni minimum –15°C). Prosječna srednja dnevna temperatura u Teheranu prema podacima Iranske meteorološke organizacije je 17,3°C.
| Klimatološki srednjaci za Teheran        | Klimatološki srednjaci za Teheran | Klimatološki srednjaci za Teheran | Klimatološki srednjaci za Teheran | Klimatološki srednjaci za Teheran | Klimatološki srednjaci za Teheran | Klimatološki srednjaci za Teheran | Klimatološki srednjaci za Teheran | Klimatološki srednjaci za Teheran | Klimatološki srednjaci za Teheran | Klimatološki srednjaci za Teheran | Klimatološki srednjaci za Teheran | Klimatološki srednjaci za Teheran | Klimatološki srednjaci za Teheran |
| mjesec                                   | sij                               | velj                              | ožu                               | tra                               | svi                               | lip                               | srp                               | kol                               | ruj                               | lis                               | stu                               | pro                               | godina                            |
| ---------------------------------------- | --------------------------------- | --------------------------------- | --------------------------------- | --------------------------------- | --------------------------------- | --------------------------------- | --------------------------------- | --------------------------------- | --------------------------------- | --------------------------------- | --------------------------------- | --------------------------------- | --------------------------------- |
| apsolutni maksimum, °C                   | 19,6                              | 23                                | 28                                | 32,4                              | 37                                | 41                                | 43                                | 42                                | 38                                | 33,4                              | 26                                | 21                                | 43                                |
| srednji maksimum, °C                     | 7,9                               | 10,4                              | 15,4                              | 22,1                              | 27,9                              | 33,9                              | 36,6                              | 35,6                              | 31,6                              | 24,4                              | 16,2                              | 10                                | 22,7                              |
| srednja dnevna temperatura, °C           | 3,7                               | 5,8                               | 10,4                              | 16,7                              | 22                                | 27,4                              | 30,2                              | 29,5                              | 25,5                              | 18,9                              | 11,5                              | 5,9                               | 17,3                              |
| srednji minimum, °C                      | −0,4                              | 1,2                               | 5,4                               | 11,2                              | 16,1                              | 20,9                              | 23,9                              | 23,3                              | 19,3                              | 13,3                              | 6,7                               | 1,7                               | 11,9                              |
| apsolutni minimum, °C                    | −15                               | −13                               | −8                                | −4                                | 2,4                               | 5                                 | 14                                | 13                                | 9                                 | 2,8                               | −7                                | −13                               | −15                               |
| oborine, mm                              | 34,6                              | 32,2                              | 40,8                              | 30,7                              | 15,4                              | 3                                 | 2,3                               | 1,8                               | 1,1                               | 10,9                              | 26                                | 34                                | 232,8                             |
| Izvor: Iranska meteorološka organizacija |                                   |                                   |                                   |                                   |                                   |                                   |                                   |                                   |                                   |                                   |                                   |                                   |                                   |

Iako u odnosu na ostale iranske gradove Teheran uživa relativno umjereniju klimu, vremenski uvjeti mogu biti nepredvidljivo neprijatni. Primjerice, najviša izmjerena temperatura u gradu je 43°C, a najniža -15°C što čini temperaturnu razliku od čak 58°C. Početkom siječnja 2008. godine, nakon niza godina s vrlo malo snijega, grad je pogodila velika mećava i grad je bio prekriven debelim slojem snijega i leda zbog čega je na dva dana proglašeno izvanredno stanje. Broj sunčanih sati u Teheranu je prosječno 3066 godišnje, od čega najviše u srpnju (366,4) odnosno najmanje u prosincu (141,2). Srednja relativna vlažnost zraka u gradu iznosi 40%, a u nekim dijelovima grada poput Šemirana i do 46%. Prevladavajući vjetar u gradu puše iz smjera zapada i to prosječnom brzinom od 5,5 čvorova, dok su najjači zabilježeni udari vjetra snage 25 čvorova i to uglavnom u travnju, svibnju i listopadu. Tijekom noći izražen je hladni povjetarac sa sjevera odnosno planina Alborza.

### Okoliš i prirodne opasnosti
Najveći ekološki problem s kojim se Teheran suočava na prijelazu iz 20. u 21. stoljeće jest zagađenje zraka, što je uvjetovano gospodarskim, demografskim i zemljopisnim čimbenicima. Grad je okružen brojnim industrijskim zonama na rubnim dijelovima, dok u njegovim užim granicama dnevno prometuje oko 3,5 milijuna automobila. Također, s obzirom na to da je na sjeveru zaštićen Alborzom koji sprječava dotok vlažnog zraka s Kaspijskog jezera, količina kiše i utjecaj vjetra je minimalan što otežava raščišćavanje smoga. Prema nekim procjenama, grad ima trostruko više stanovnika od potrebne granice za potpuno zadovoljavanje ekoloških standarda. Vladine mjere koje kojima se nastoji ublažiti ovaj ekološki problem uključuju poticaje za prilagođavanje motornih vozila na komprimirani prirodni plin, proizvodnju suvremenih vozila koji zadovoljavaju ekološke standarde, ograničavanje prometa kontroliranom potrošnjom benzina i uvođenjem posebnih prometnih zona, te redovnim korištenjem zrakoplova kao prskalica vode u zraku.
S obzirom na to da se nalazi ispod gorja Alborza koje je kao i Zagros rezultat sudaranja arapske i euroazijske litosferne ploče, Teheranu prema seizmološkim studijama prijeti velika opasnost od potresa koji se na tom području pojavljuju u ciklusima od oko 150 godina. S obzirom na to da je područje uživa relativnu sezmički mir više od 175 godina, stručnjaci smatraju da postoji velika vjerojanost da grad u bližoj budućnosti pogodi potres velikih razmjera. Na širem gradskom području po osi istok-zapad protežu se tri glavne rasjedne zone: sjeverni „Mošin rasjed” prolazi ispod Alborza koji je slabo naseljen, središnji „Teheranski rasjed” nalazi se u gornjem gradu koji je kvalitetno izgrađen, te „Rajski rasjed” na krajnjem jugu. Najugroženija gradska područja ova potonja na jugu gdje postoje veliki nizovi četverokatnica građenih tijekom velike urbanizacije iz 1970-ih godina. Prema istraživanju provedenom 2000. godine, potencijalni potres od Mw=7,2 može izazvati između 120.000 i 380.000 smrtnih slučajeva. Iranska vlada ozbiljno je pristupila ovim predviđanjima pa je 2005. objavljen plan o restauraciji 200.000 ruralnih objekata godišnje, a 2010. godine u parlamentu se raspravljalo i o premještanju glavnog grada u Isfahan, Šahrud ili Semnan. Iste godine iranski predsjednik Mahmud Ahmadinežad izjavio je kako Teheran ima pet milijuna stanovnika više od potrebne granice za zadovoljavanje maksimalnih sigurosnih standarda, a vrh iranske vojske objavio je da je započeto premještanje svih grana vojne industrije izvan Teherana.

## Stanovništvo i društvo

### Demografija
U Teheranu prema službenim izvorima iz 2006. živi nešto više od sedam milijuna ljudi odnosno oko 10% stanovništva Irana. Grad je prvenstveno naseljen iranskim narodima od kojih se većina izjašnjavaju kao Perzijanci, a slijede ih Azari, Kurdi, Beludži, Mazanderani, Gilaki, Tališi i drugi. Neiranske etničke manjine u gradu obuhvaćaju Armence, Ajsore, Turkmene, Židove i Arape. Do 19. stoljeća većina teheranskog stanovništva bili su etnički Mazanderani, a kohezija vodećeg perzijskog s ostalim iranskim jezicima dovela je do nastanka novog, tzv. „teheranskog narječja” perzijskog jezika. Prema studiji koju je 2010. godine po gradskim četvrtima odnosno među raznim socio-ekonomskim klasama provelo Teheransko sveučilište, 63% stanovništva grada rođeno je u Teheranu, 98% poznaje perzijski jezik, 67% identificira se Perzijancima, a 13% njih govori nekim europskim jezikom. Prema podacima Iranskog statističkog zavoda iz 2006. godine, u Teheranskoj pokrajini sklopljeno je najviše brakova u odnosu na ostale iranske pokrajine (114.900 ili 14,8%), ali ujedno i najveći registrirani broj rastava (24.667 ili 26,2%) od čega 96% otpada na urbana područja odnosno teheransku anglomeraciju.
Dobno-spolna piramida teheranskog stanovništva (2006.)

Izvor: Statistical Centre of Iran

#### Broj stanovnika
U ranom srednjem vijeku Teheran je bio malo selo koje je imalo od nekoliko stotina do nekoliko tisuća ljudi. Najranije procjene broja stanovnika Teherana spominju se u europskim putopisima: Sir Thomas Herbert u 1627. godini procjenjuje da se stanovništvo kretalo između 15 i 20 tisuća, a 1797. odnosno oko stoljeće i pol kasnije entomolog Guillaume-Antoine Olivier spominje identične brojke od 15.000 stanovnika i 3000 vojnika. Krajem 19. stoljeća u vrijeme kadžarske dinastije Teheran je kao glavni grad imao oko 160.000 ljudi, a početkom vladavine Reza-šaha kasnim 1920-ih premašuje brojku od 250.000. Sredinom 20. stoljeća dosegnut je milijun, a prvi službeni popis stanovništva proveden je 1956. godine i prema njemu grad je imao 1,512.082 stanovnika. Najveći prirast stanovništva zabilježen je između 1932. i 1956. kada se stanovništvo ušesterostručilo, a sljedećih se desetljeća povećavalo prosječno 5% godišnje. Prirast je 1960-ih i 1970-ih bio u kontinuiranom padu, no početkom 1980-ih na osobni Homeinijev poticaj doživljava opću demografsku eksploziju koja se počinje stabilizirati od 1990. nakon brojnih vladinih mjera i poticaja za planiranje obitelji odnosno kontrolu rađanja. Prirast je 2000. godine pao na 1,1% što je razmjerno zapadnjačkim gradovima i označava kraj iranske demografska tranzicija. Posljednji popis iz 2006. godine govori o 7,088.287 stanovnika, a prema najnovijim neslužbenim procjenama iz 2011. Teheran ima više od osam milijuna ljudi, a njegova anglomeracija oko 12 milijuna.
|                                       | 1627.  | 1797.  | 1891.   | 1922.   | 1932.   | 1956.     | 1966.     | 1980.     | 1986.     | 1991.     | 1996.     | 2006.     |
| Broj stanovnika                       | 15.000 | 18.000 | 160.000 | 210.000 | 249.504 | 1,512.082 | 2,719.730 | 5,361.335 | 6,042.584 | 6,475.527 | 6,758.845 | 7,088.287 |
| Gustoća (st./km²)                     | 3333   | 2400   | 6540    | 8590    | 10.200  | 15.120    | 9610      | 9600      | 8430      | 8990      | 9427      | 8195      |
| Prirast (%)                           | -      | -      | 3       | -       | 4       | 4,6       | 5,9       | 5,8       | 4,1       | -         | -         | -         |
| Broj migranata                        | -      | -      | -       | -       | 3800    | 1700      | 24.900    | 25.900    | 47.500    | 35.000    | -         | -         |
| Izvori: SCI, Herbert, Olivier i Ohadi |        |        |         |         |         |           |           |           |           |           |           |           |

#### Migracije
Na demografsku, društvenu i kulturnu sliku Teherana bitno utječu migracije koje su učestale zbog turbulentnih gospodarskih, obrazovnih, te unutrašnjih i vanjskih političkih događaja krajem 20. odnosno početkom 21. stoljeća. Prvi valovi useljavanja zapljusnuli su Teheran 1960-ih i 1970-ih prilikom gospodarskog uzleta odnosno snažne urbanizacije. Za vrijeme iranske revolucije (1978. – 1979.) na kratko vrijeme nastupa obrnut trend jer se na tisuće obitelji usko povezanih s političkom strukturom propalog Pahlavijevog režima iseljava u Zapadni svijet, većinom u Sjedinjene Države, Francusku, Kanadu i Švedsku. Godinu dana kasnije izbija Iransko-irački rat (1980. – 1988.) čime započinje drugi val masovnog useljavanja u Teheran, prvenstveno iz zapadnih pokrajina pogođenih ratom poput Huzestana i Kurdistana. Posljednje tri godine rata ponovo nastupa razdoblje (uglavnom privremenog) iseljavanja s obzirom na to da je Teheran bio metom Saddamovih zračnih i balističkih napada. Daljnji oružani sukobi u iranskom susjedstvu poput afganistanskih građanskih ratova (1978. – 1996.), Zaljevskog rata (1990. – 1991.) i Saddamovog gušenja šijitskog ustanka (1991.), invazije na Afganistan i Drugog zaljevskog rata (2003. – 2010.) rezultirali su priljevom pet milijuna izbjeglica u Iran od čega je 30% njih naselilo Teheran. Većina izbjeglica sa zapada su irački šijiti i Kurdi, a s istoka afganistanski Tadžici i Hazare kojima je perzijski materinji jezik. Tijekom 2000-ih godina, kao rezultat snažnog razvoja iranskog visokog školstva i demografske eksplozije iz 1980-ih, u grad se doseljavaju stotine tisuća mladih Iranaca koji upisuju teheranska sveučilišta i nerijetko ostaju živjeti u gradu. U grad je također izražen i fenomen tzv. „dnevne migracije” jer 1,5-2 milijuna ljudi iz okolnih naselja diljem pokrajine dolaze na posao u Teheran. Prema podacima iranskog statističkog zavoda, Teheransku pokrajinu između 1986. i 1996. godine naselilo je 2,052.566 tuzemnih useljenika.

#### Religije
Većinska religija u Teheranu je šijitski islam kojem pripada 96% stanovništva, uglavnom iranskog etničkog podrijetla ali i Azara. Sunitski muslimani druga su najzastupljenija vjerska zajednica, a sastoje se većinom od beludžijskog, arapskog, paštunskog i turkmenskog stanovništva. Kršćanstvo je najzastupljenije nakon dvaju ogranaka islama, a najvećim dijelom sastoji se od armenskog i asirskog stanovništva koji su prisutni u Iranu tisućama godina. Osim dominantne Armenske apostolske Crkve i Asirske Crkve istoka, u gradu djeluju i Rimokatolička i Kaldejska katolička Crkva, Iranska protestantska Crkva (perz. Džamat-e Rabani; „Božji zbor”), Armenska evangelistička i bratska Crkva, Ruska i Gruzijska pravoslavna Crkva, te prezbiterijanske zajednice. Na gradskom području djeluje stotinjak crkava od čega su 42 armenske. Armenci kao najveća kršćanska manjina imaju i brojne kulturne centre, škole, knjižnice i športske komplekse. Treća najzastupljenija religija je zoroastrizam koji je povijesno bio vodeća iranska religija od 2. tisućljeća pr. Kr. do srednjeg vijeka, a četvrta su Židovi čija se povijest na području Teherana proteže oko 2700 godina. U Teheranu se nalazi nekoliko zoroastrijskih hramova odnosno „Oltara vatre” i ukupno 28 sinagoga. Prema službenim statistikama iz 2006. godine, vjerske manjine u Teheranskoj pokrajini broje 56.076 kršćana, 9867 zoroastrijanaca i 5040 Židova.

### Poznate osobe
| Politika - Harun al-Rašid - Abol Gasem Kašani - Ahmad Matin Daftari - Ardašir Zahedi - Golam Ali Hadad-Adel - Hasan Ali Mansur - Husein Ala - Mustafa Čamran - Širin Ebadi | Znanost - Razi - Ali Akbar Dehhoda - Ali Džavan - Homajun Seradži - Sajed Husein Nasr - Turadž Darjae - Vali Nasr | Šport - Ali Parvin - Džavad Nekunam - Džavad Zarinče - Hadi Saei - Hamid Estili - Hozroje Vaziri - Mehdi Mahdavikia | Umjetnost - Forug Farohzad - Hejdar Giai - Kamran Širdel - Rahi Moajeri - Rosie Malek-Jonan - Simin Behbahani | Književnost - Abas Marufi - Bozorg Alavi - Džalal Al-e Ahmad - Golamreza Ruhani - Said Nafisi - Sulejman Haim | Film - Abas Kiarostami - Bahar Sumeh - Bita Farahi - Mahnaz Afšar - Mohsen Mahmalbaf - Niki Karimi | Glazba - Araš Labaf - Deep Dish - DJ Aligator - Ebrahim Hamedi - Šadmer Agili |

## Politička uprava

### Administrativna podjela
██ Granice okruga
██ Granice gradskih kotara
| Sjeverna naselja: 1. Kotar: • Čizar • Dar-Abad • Darake • Darband • Džamaran • Elahije • Farmanije • Kejtarije • Nobonjad • Tadžriš • Zafaranije 2. Kotar: • Farahzad • Giša • Punak-e Bahtari • Sadat-Abad • Sadegije • Šahrak-e Garb • Šahrak-e Žandarmeri • Tarašt • Tovhid 3. Kotar: • Darus • Davudije • Ehtijarije • Golhak • Vanak • Žordan 5. Kotar: • Bulvar-e Firdusi • Džanat-Abad • Ekbatan • Punak 6. Kotar: • Amir-Abad • Aržantin • Jusef-Abad • Park-e Lale | Istočna naselja: 4. Kotar: • Hak Sefid • Hakimije • Lavizan • Ozgol • Pasdaran • Resalat • Šams-Abad • Šemiran No • Tehranpars • Zargande 7. Kotar: • Abas-Abad • Behdžat- Abad • Imam Hosein • Sabalan 8. Kotar: • Moalem • Narmak • Samangan 13. Kotar: • Došan-Tape • Niru Havaji • Teheran No 14. Kotar: • Čaharsad Dastgah • Dulab • Horasan • Isfahanak • Sad Dastgah | Središnja naselja: 10. Kotar: • Berjanak • Haft-Čenar • Salsabil 11. Kotar: • Dohanijat • Laškar • Monirije • Šejh Hadi 12. Kotar: • Baharestan • Bazar-e Tehran • Firdusi • Gorgan • Park-e Šaher • Pič-e Šemiran 17. Kotar: • Imamzade Hasan • Hazane Falah • Kale Morgi | Južna naselja: 15. Kotar: • Afsarije • Bisim • Havaran • Kijanšaher • Masudije • Moširije 16. Kotar: • Ali-Abad • Bag-e Azari • Hazane Boharae • Jahči-Abad • Nazi-Abad 19. Kotar: • Abdol-Abad • Hava Niruz • Nemat-Abad 20. Kotar: • Dovlat-Abad • Džavanm-e Kasab • Ebn-e Babavejh • Hazrat-e Abdol-Azim • Sizdah-e Aban | Zapadna naselja: 9. Kotar: • Džej • Sar-Asjab 18. Kotar: • Čahar-Bari • Jaft-Abad • Šad-Abad • Šahrak-e Vali-Asr • Tolid Daru 21. Kotar: • Iran Hodro • Tehransar • Vardavard 22. Kotar: • Bag-e Hadž-Sejf • Kan • Kuj-e Sazman-e Barname • Čitgar • Pejkanšaher • Stadium-e Azadi • Šahrak-e Češme • Šahrak-e Rah-Ahan |

U širem smislu, grad Teheran smješten je u istoimenoj Teheranskoj pokrajini (perz. ostān) koja predstavlja jedinicu prvog stupnja administrativne podjele Irana, a pokrajine se dalje dijele na okruge (perz. šaherestān) kojih u teheranskoj pokrajini postoji 14 među kojima je i Teheranski okrug. U užem smislu, grad Teheran podjeljen je na 22 kotara koji se dalje dijele na ukupno 112 gradskih četvrti. Ova uža podjela nije strogo ograničena granicama teheranskog okruga, pa se tako četiri (od 22) kotara čitavom površinom ili djelomično nalaze u susjednim okruzima Islamšaheru i Raju na jugu, te Šemiranatu na sjeveru. Šire gradsko područje odnosno urbana anglomeracija poznata pod imenom „Veliki Teheran” nije ograničena ni na Teheransku pokrajinu već obuhvaća i velegrad Karadž iz susjedne Alborške pokrajine. Također, treba naglasiti i da gradsko područje Teherana definirano njegovim kotarima ne zauzima cjelokupne teritorije istoimenog okruga i pokrajine: u sastavu navedenog okruga na sjeverozapadu nalaze se i dijelovi nenaseljene planine Alborza odnosno stepe na istoku, a uža površina grada zauzima približno 5% teritorija pokrajine čija površina iznosi 18.814 km2.

### Lokalna vlast
Na čelu Grada Teherana nalazi se demokratski izabrano vijeće sastavljeno od 15 članova koji su zaduženi za izbor gradonačelnika, upravljanje i proračun grada. Od 2005. godine dužnost gradonačelnika obavlja Muhamed Bager Galibaf, Kurd iz Horasana koji je na tom mjestu zamijenio trenutnog iranskog predsjednika Mahmuda Ahmadinežada. Gradonačelnik uz pomoć odbora sastavljenog od osam vijećnika imenuje upravna tijela prema sljedećoj organizacijskoj shemi:

### Nacionalna vlada
Teheran kao glavni grad Irana sjedištem je svih glavnih državnih institucija koje uključuju parlament (perz. Madžlis), Vijeće čuvara, Vrhovni sud, te urede predsjednika i vrhovnog vođe. Službeno sjedište Vijeća stručnjaka je u gradu Komu, no sastanci su također učestali i u Mašhadu i Teheranu.
- Prvi iranski parlament (1906. – 1979.)
- Drugi iranski parlament (1980. – 2004.), danas sjedište Vijeća stručnjaka
- Zgrada iranskog Vrhovnog suda
- Jedan od predsjedničkih ureda (dio kompleksa Sadabadske palače)

### Vojni objekti
Teheran je sjedište iranskog Ministarstva obrane i vrhovnih stožera svih grana oružanih snaga uključujući regularnu vojsku (Arteš), elitnu vojsku (Pasdaran) i paravojsku (Basidž), a u gradu se nalazi i glavna vojna akademija. Od rodova regularne kopnene vojske u gradu je smještena 18. oklopna divizija, 30. pješačka divizija, 23. divizija specijalnih snaga (osnovana 1993./1994. godine, s 5000 pripadnika), 55. padobranska divizija, 351. protuzračna brigada, te 75. brigada za logistiku.
Iransko ratno zrakoplovstvo u Teheranu ima tri zrakoplovne baze: Došan-Tape, Mehrabad i Kale-Morgi. Najvažnija među njima je 11. taktička zrakoplovna baza Došan-Tape (35°42′10.74″N 051°28′30.47″E / 35.7029833°N 51.4751306°E) na istoku grada u blizini koje se nalaze stožeri regularnog i elitnog ratnog zrakoplovstva, te logističko zapovjedništvo. U njenom sastavu nalaze se manje i zrakoplovne baze Ašura i Bageri kojima se služi isključivo elitni rod zrakoplovstva. Zračna luka Mehrabad (35°41′21″N 051°18′49″E / 35.68917°N 51.31361°E) na jugozapadu grada prvenstveno je civilne prirode, no u njenom sastavu nalazi se i 1. taktička zrakoplovna baza koja udomljava lovce MiG-29 i transportne zrakoplove. Kale-Morgi (35°38′41″N 051°22′50″E / 35.64472°N 51.38056°E) služi kao pomoćna zrakplovna baza Došan-Tapu, a u njoj su smješteni prvenstveno vojni i policijski helikopteri.
Od elitnih postrojbi Pasdarana u gradu su smještene 1. pješačka i 1. oklopna divizija, centar za obuku Nohet, te glavni centar za obuku njihovih specijalnih snaga „Kuds” koji se nalazi na Sveučilištu Imama Alija u sjevernom Teheranu. Sva vojna postrojenja zaštićena su protuzračnim sustavima među kojima su najbrojniji Hawk i S-200. Među najznačajnija vojno-industrijska postrojenja u Teheranu spadaju tvornice industrijskih grupacija Hemat, Sanam i Abadaj koje proizvode iranske balističke projektile. Zbog seizmoloških predviđanja o velikoj vjerojatnosti razornog potresa u skoroj budućnosti, Oružane snage Irana u 2010. godini počele su s premještanjem svih grana vojne industrije izvan grada.

### Bratimljeni gradovi
Teheran ima uspostavljenu prijateljsku suradnju sa sljedećim svjetskim gradovima:
| - Brasília, Brazil - Caracas, Venezuela - Dhaka, Bangladeš - Dubai, Ujedinjeni Arapski Emirati - Dušanbe, Tadžikistan - Džakarta, Indonezija | - Havana, Kuba - Kuwait, Kuvajt - London, Ujedinjeno Kraljevstvo - Los Angeles, Sjedinjene Države - Manila, Filipini - Minsk, Bjelorusija | - Moskva, Rusija - Peking, Kina - Pretoria, Južnoafrička Republika - Sana, Jemen - Seul, Južna Koreja |

## Gospodarstvo
Prije nego što je Teheran postao glavnim gradom koncem 18. stoljeća njegovo gospodarstvo uglavnom je bilo orijentirano na ratarstvo, dok su nekadašnji glavni gradovi poput Isfahana, Širaza, Mašhada i Tabriza uživali povlašten ekonomski status zbog ubiranja poreza diljem Irana. Otkriće velikih nalazišta nafte početkom 20. stoljeća drastično je promijenilo gospodarske temelje u državi, a sam Teheran postao je žarištem opće industrijalizacije koja je uvjetovala pretvaranjem voćnjaka i parkova u velike industrijske i stambene zone. Ipak, središnji bazar kao glavna gradska tržnica nastavio je dominirati trgovinom robe široke potrošnje još dugi niz desetljeća.
Teheran je danas daleko najznačajnije gospodarsko središte Irana koje dominira u većini sfera (industrija, financije, uslužne djelatnosti, zdravstvo, informatička tehnologija, energetika, itd.) izuzevši poljoprivredu koja je ograničena na ruralne krajeve, te turizam. Prema procjenama iz 2008. godine, u Teheranu se nalazilo 30% radnika iz iranskog javnog sektora i 45% velikih industrijskih tvrtki. Teheranski ljudski razvojni indeks iznosio je 0.842 u 1999. što je ravno prosjeku Zapadne Europe odnosno 36% više od tadašnjeg iranskog prosjeka (0.619, danas 0.702), a stopa siromaštva iznosila je 11,3%. Veće sirotinjske četvrti nikada nisu postojale u Teheranu, o čemu svjedoče i suvremeni podatci da je 1,7% kuća izgrađeno od nekvalitetnih materijala i da je 97,9% domova spojeno na električnu odnosno 95% na vodovodnu mrežu.
Grad je sjedište iranskog bankarskog sustava koji se sastoji se središnje banke (Markazi) koja izdaje valutu i nadzire sve državne i privatne banke. Više poslovnih banaka također sa sjedištem u Teheranu ima podružnice u cijeloj zemlji, a postoje i dvije razvojne banke odnosno stambene banka koja je specijalizirana u stambenim hipotekama. Vlada je počela s privatizacijom bankarskog sustava u 2001. godini kada su izdane dozvole za otvaranje dviju banaka u privatnom vlasništvu. Vodeća osiguravajuća društva u Teheranu i Iranu općenito su „Iransko osiguravajuće društvo”, „Azija osiguranje”, „Alborz osiguranje” i „Dana osiguranje”. Od 2010. godine Teheranska burza trguje dionicama više od 330 registriranih tvrtki čija je ukupna vrijednost u 2011. godini bila oko 100 milijardi USD. Iran prema mišljenju stručnjaka pruža mnoge mogućnosti ulaganja, posebno na Teheranskoj burzi.

### Industrija
Najvažniji iranski industrijski proizvodi danas su petrokemikalije, čelik i bakar, a među ostalima motorna vozila, elektronika, kućanski aparati, lijekovi, tekstili, hrana, papir, guma, cement i građevinski materijali, telekomunikacijska oprema, vojni proizvodi, te industrijski strojevi. Procjenjuje se da više od 50% iranskih industrijskih proizvoda dolazi iz Teherana u kojem su 1999. godine bila smještena 5204 velika industrijska pogona. U blizini Raja na jugu nalazi se glavna rafinerija i tvornice građevinskog materijala, dok su ostale industrijske zone smještene uz autocestu na potezu između Teherana i Karadža na zapadu.

### Troškovi života
Prema istraživanjima zapadnih ekonomskih organizacija provedenih 2000-ih u 124 svjetska grada, Teheran je najjeftiniji glavni grad svijeta odnosno drugi najjeftiniji grad nakon pakistanskog Karachija. Cijene u Teheranu su trostruko manje nego u Londonu ili New Yorku, odnosno četverostruko manje u odnosu na najskuplji grad Oslo. Niski troškova života uvjetovani su niskim porezima u odnosu na Zapadni svijet, niskim cijenama energenata, te relativno visokim plaćama u regionalnim okvirima. Granica siromaštva u Teheranu je 2008. godine iznosila 9612 USD, dok je prosječna granica siromaštva u cijeloj zemlji bila 4932 USD godišnje.

## Mediji
Teheran je sjedištem svih vodećih iranskih medijskih ustanova. Najveća među njima je državna „Radio-televizija Islamske Republike Iran” poznata pod kraticom IRIB (perz. Sāzmān-e Sedā va Sima-je Džomhūrī-je Islāmī-je Īrān, engl. Islamic Republic of Iran Broadcasting) koja osim u Iranu djeluje i u 45 svjetskih država uključujući Sjedinjene Države, Veliku Britaniju, Kinu, Rusiju i BiH, a emitira programe na 25 različitih jezika među kojima su vodeći perzijski, arapski, engleski, španjolski, ruski, kurdski, paštunski, swahili i talijanski.
Vodeća novinska agencija je IRNA (engl. Islamic Republic News Agency), a ostale nacionalne novine sa sjedištem u Teheranu uključuju „Kajhan”, „Etelat”, „Resalat” i „Hamšaheri” čija je prosječna dnevna naklada oko 400.000 primjeraka. Osim spomenutih novina na perzijskom jeziku, u gradu se objavljuju i novine na engleskom kao što su Iran Daily i Tehran Times.

## Promet

### Gradski promet

#### Privatna motorna vozila
Korištenje privatnih motornih vozila najčešći je oblik prijevoza u Teheranu, a rezultat je razvijene mreže kvalitetnih cesta, niskih cijena goriva i visokog stupnja proizvodnje domaće automobilske industrije. Do početka 21. stoljeća na teheranskim i iranskim ulicama općenito najčešći automobilski model bio je Pajkan, proizvod lokalne industrije dizajniran prema francuskom Peugeotu 504. Tijekom 2000-ih dominantnu ulogu na teheranskim prometnicama preuzeo je Samand, novi iranski nacionalni automobil koji se godišnje proizvodi u stotinama tisuća primjeraka. Uz Samand su najčešći ostali domaći modeli poput Saipe, te strani modeli proizvođača poput Peugeota, Renaulta, Mercedesa, Suzukija i Kia Motorsa (uvezeni i lokalna licencirana proizvodnja). Unatoč modernom automobilskom voznom parku, glavni ekološki i sigurosni problem u Teheranu predstavljaju zastarjeli motocikli i mopedi koji izazivaju 25-30% onečišćenja zraka, 50% buke i 40-45% prometnih nesreća. Kao i svi veliki svjetski gradovi, Teheran ima probleme s prometnim gužvama jer je njegova mreža prvotno projektirana za 700.000 vozila, dok procjene govore da na njegovim ulicama danas prometuje oko 3,5 milijuna automobila. U cilju izbjegavanja gužvi u središtu grada kao i smanjenja onešišćenja u zraku, vlada je podijelila Teheran na tri zone: zonu za isključivi javni prijevoz, zonu s ograničenim pristupom (prema „par-nepar sustavu” registarskih oznaka), te potpuno otvorenu zonu. Na temelju ostvarenja u prometnoj protočnosti, smanjenju onečišćenja i povećanju sigurnosti pješaka i biciklista, Teheran je 2011. godine u Washingtonu osvojio međunarodnu „Nagradu za održivi prometni razvoj” (engl. Sustainable Transport Award) koju dodjeljuje američki „Institut za promet i razvojne programe” (ITDP) sa sjedištem u New Yorku.

#### Javni gradski promet
Javni gradski promet u Teheranu vrlo je razvijen i kvalitetan, a sastoji se od podzemne željeznice, autobusa na običnim i brzim linijama, više tisuća taksija, te uspinjača i žičara u sjevernim dijelovima grada. Povijest suvremene javne gradske mreže započinje u kadžarskom razdoblju krajem 19. stoljeća kada grad dobiva prve vlakove i tramvaje. Godine 1883. između Teherana i prigradskog Raja uz pomoć francuskih i belgijskih inženjera u promet je pušten prvi parni vlak poznat kao „Dudi”, a linija se održala sve do 1951. godine. Prvi teheranski konjski tramvaj u službu je ušao 1880. odnosno 11 godina prije nego u Zagrebu. Sredinu 20. stoljeća obilježila je stagnacija željeznica u javnoj gradskoj mreži zbog razvoja autobusne mreže, što je uvjetovano usponom državne naftne industrije odnosno jeftinim cijenama goriva. Velike prometne gužve koje su usporavale cestovni promet rezultirale su otvaranjem brzih autobusnih linija (engl. Bus rapid transit) koje od 2007. godine ukupnom dužinom od 100 km povezuju sve važnije teheranske prometnice, a dnevno ih koristi 1,8 milijun putnika. Osim običnih autobusa i BRT-a, u Teheranu od 1992. na pet linija prometuje i 65 Škodinih trolejbusa. U gradu djeluje jedna državna i više privatnih taksi službi s voznim parkom od više tisuća automobila - državni su po pravilu žutih, a privatni zelenih, bijelih i drugih boja. Uspinjače i žičare nalaze se na sjeveru podno obronaka Točala i povezuju grad sa skijalištima i hotelima na Alborzu. Među njima je najvažnija i najpoznatija „Točalska žičara”: operativna je od 1978. godine i preko šest glavnih odnosno osam sporednih stanica spaja teheransku četvrt Velendžak (1900 m n. v.) sa skijalištem „Točal” (3740 m n. v.). Prema nadmorskoj visini i dužini od 7500 m ubraja se među najviše odnosno najduže na svijetu. Spolna segregacija u javnom gradskom prometu Teherana nije izražena i u svim njegovim granama miješanog je karaktera, ali uz takve postoje i odvojeni tipovi isključivo samo za žene (npr. ženski vagon u podzemnoj željeznici, ženski taksiji s vozačicama, odvojeni dijelovi zglobnih autobusa, itd.). Godine 2011. u jednom od teheranskih naselja u promet je pušten i prvi sustav javnog korištenja bicikla.
- Autobusi domaće marke Oghab na brzoj liniji
- Autobusna stanica
- Autobusni vozni park
- Teheranski taksiji domaće marke Samand
- Žičara na Točalu

Projekt podzemne željeznice u Teheranu započinje 1971. godine kada francuska tvrtka „Suferto” provodi pripremne studije o drušveno-gospodarskim i prometnim karakteristikama grada, a četiri godine kasnije predložen je plan Teheranskog metroa s ukupno sedam željezničkih linija. Gradnja počinje 1976. godine, no projekt je privremeno obustavljen prilikom izbijanja iransko-iračkog rata (1980. – 1988.) kada francuski stručnjaci odlaze iz Irana. Međutim, nastavljen je 1986. pod vodstvom domaćih inženjera zbog prijeke potrebe za modernizacijom javne gradske prometne mreže koja je bila zagušena velikom urbanizacijom, a prioritetima su proglašene prva, druga i peta linija. Godine 1999. u promet je puštena linija br. 5. koja se sastoji od prigradske željeznice Teheran-Karadž, a u sljedeće dvije godine s radom su počele i linija br. 2. (od centra prema zapadu) odnosno linija br. 1. (od centra prema jugu). Tijekom sljedećih deset godina linije su nadopunjavane produženjem u oba smjera i instalacijom dodatnih stanica, a započeta je i izgradnja dviju novih linija. Prva dovršena među njima je linija br. 4. (od centra prema istoku), otvorena 2007. godine.
Od 2011. godine operativne su četiri aktivne linije (slika desno) od kojih se jedna proteže u smjeru sjever-jug (1), a tri istok-zapad (2, 4 i 5). Veći dio metroa prometuje podzemno, a na perifernim dijelovima grada i nadzemno (južni dio linije br. 1. odnosno br. 4 u cijelosti). Nijhova mreža organizirana je prema sekantnom rasteru pa je među ukupno 68 stanica pet raskrižnih, od čega četiri u središtu grada i jedna na zapadoj periferiji gdje se završava podzemna linija br. 2. odnosno započinje nadzemna br. 5. (gradska željeznica prema Karadžu). Ukupna dužina linija u 2008. bila je približno 159 km (236 km u 2010.), dok je u izgradnji 178 km novih linija odnosno proširenja postojećih. Implementirana tehnologija u cijeloj mreži uključuje kineske, francuske, austrijske i domaće iranske sustave. Teheran je danas jedini iranski grad s operativnom podzemnom željeznicom, no slični projekti grade se u još šest dodatnih gradova među kojima je i teheranski susjed Karadž. Svršetkom tog projekta koji je već danas povezan s teheranskom mrežom, šire područje Teherana trebalo bi dobiti ukupno 350–400 km linija što približno odgovara Moskovskom i Tokijskom metrou. Dva milijuna putnika dnevno odnosno 730 milijuna godišnje koristi Teheranski metro, a kroz 2011. očekuje se povećanje na 2,5 milijuna zbog rasta cijena benzina. Nakon izgradnje posljednje linije (br. 8.) u 2013. godini očekuje se iznad 6,5 milijuna putnika dnevno čime bi prema trenutnim statistikama postala među tri najprometnije u svijetu. Podzemna željeznica u Teheranu smatra se jednom od najčistijih u svijetu, a poznata je i po brojnim umjetničkim radovima poslaganim u stanicama.
- Stanica Šahid Bageri
- Stanica iznutra
- Unutrašnjost podzemne željeznice
- Reljef u podzemnoj stanici

#### Glavne gradske prometnice
Gradske prometnice u Teheranu prema strogoj stručnoj razredbi mogu se okvirno podijeliti na gradske autoceste i ostale ceste. Godine 2007. ukupna dužina gradskih autocesta bila je oko 280 km uz dodatnih 180 km petlji, dok je u izgradnji bilo još 130 km autocesta odnosno 120 km petlji. Mreža gradskih autocesta oblikovana je prema obrascu Los Angelesa, a sastoji se od poluprstena (Azadegan-Basidž) koji dužinom od 32 km omeđuje grad na jugu odnosno nepravilnog ortogonalnog rastera prometnica koje se protežu u smjerovima sjever-jug i istok-zapad. Najduže prometnice iz navedene kategorije su Navab Safavi (18 km; N-S) odnosno Azadi-Engelab-Damavand (41 km; E-W). Infrastruktura gradskih autocesta uključuje i nekoliko velikih dvosmjernih mostova i tunela s tri prometne trake. Najduži operativni kabelski mostovi takve vrste su Vali Asr Čamran (250 m), Abrišam (132 m) i Džavadije (126 m), a tuneli Resalat (1980 m), Tohid (2100 m), Amir Kabir (2430 m) i Nijaješ (3600 m). Teheranske gradske autoceste nadovezuju se na međugradske: Babaji na autocestu Tehran-Pardis (istok), a veliki poluprsten Azadegan na Tehran-Šomal (sjever), Teheran-Karadž (zapad), Teheran-Save (jugoazapad) i Teheran-Perzijski zaljev (jug).
Teheranske gradske autoceste:
| - Arteš | - Bakeri | - Doran | - Hemat | - Kazemi | - Navab | - Sajed | - Sjeverna Behešt-e Zara | - Zeinodin |

Izuzevši gradske autoceste, važnu prometnu okosnicu čine i druge glavne prometnice poput povezanih avenija Azadi, Engelab i Damavand koje se protežu u smjeru zapad–istok, te Vali Asr koja spaja sjever i jug Teherana. Avenija Vali Asr kao prometna arterija imala je veliku važnost za razvoj i širenje grada, a danas se uz nju protežu brojne prestižne četvrti odnosno financijske institucije, veleposlanstva, skupi restorani, trgovine i druge ustanove. Prvotno je nosila ime dinastije Pahlavi, zatim je nakon revolucije 1980. godine preimenovana prema bivšem premijeru Mosadeku, a današnje ime „Vali Asr” (perz. ولی عصر; Učitelj vremena) implicira na dvanaestog šijitskog imama. Avenija dužinom od 17,3 km predstavlja jednu od najdužih ulica u svijetu, a razlika u nadmorskoj visini na njenim krajnim točkama iznosi oko 500 metara. Zbog sigurnosti u prometu, nad teheranskim prometnicama postoje stotine pješačkih mostova s pokretnim stepenicama.
Osim izuzetne kvalitete teheranske prometne infrastrukture, ona je karakteristična i po umjetničkom i krajobraznom oblikovanju kao što su nadvožnjaci ukrašeni mozaicima i freskama odnosno zelene površine s potocima koji se slijevaju uz prometnice poput Darakea, Čamrana, Vali Asra, Modaresa i Haganija. Neke od međunarodno poznatih osoba prema kojima su imenovane glavne teheranske prometnice uključuju francuskog filozofa Henryja Corbina, engleskog povjesničara Edwarda Brownea, indijskog političara Mahatmu Gandhija, osnivača Pakistana Muhameda Alija Dženaha, kongoanskog državnika Patrica Lumumbu, irskog aktivista Bobbyja Sandsa, južnoameričkog vojskovođu Simóna Bolívara, itd.
- Avenija Vali Asr
- Gradska autocesta Modares
- Podvožnjak prometnice Hemat
- Gradska autocesta Čamran
- Avenija Azadi
- Gradska autocesta Hemat

### Izvangradski promet

#### Regionalne prometnice
Teheran je na pokrajinskoj, tuzemnoj i međunarodnoj razini povezan s pet autocesta od kojih je jedna u izgradnji:
| Oznaka | Naziv                                                                   | Dužina | Naselja/Gradovi          | Opis | Spojnice               |
| ------ | ----------------------------------------------------------------------- | ------ | ------------------------ | --- | ---------------------- |
|        | Autocesta 2 (Autocesta Teheran-Karadž)                                  | 600 km | Karadž, Tabriz           | Povezuje Teheran s Karadžom, glavnim gradom susjedne Alborške pokrajine i dijelom teheranske anglomeracije, a nastavlja se prema Tabrizu i nadovezuje na europsku autocestu E80.                 |                        |
|        | Autocesta 5 (Autocesta Teheran-Save)                                    | 100 km | Save, Salafčegan         | Povezuje Teheran s južnim naseljima poput Sabašahera, Robat Karima i Paranda, te nastavlja prema pokrajini Markazi do gradova Savea i Salafčegan. U planu je produženje prometnice do Huzestana. | Autocesta Save-Hamadan |
|        | Autocesta 7 (Autocesta Teheran-Kom, Autocesta Teheran-Perzijski zaljev) | 465 km | Kom, Isfahan             | Povezuje Teheran sa Zračnom lukom Imam Homeini i nastavlja se prema Komu i Isfahanu. | Autocesta Zobahan      |
|        | Autocesta Tehran-Pardis                                                 | 23 km  | Pardis, Bumehen, Rudehen | Povezuje Teheran sa sjeveroistočnim naseljima poput Pardisa, Bumehena i Rudehena, a nadovezuje se na Cestu 77 (Haraz) i 79 (Firuzkuh).                                                           |                        |
|        | Autocesta Tehran-Šomal                                                  | 121 km | Čalus                    | Prometnica je u izgradnji, prolazi kroz niz tunela na Alborzu i spajat će Teheran s Čalusom na obali Kaspijskog jezera odnosno prašumama Šomal.                                                  |                        |

Osim pet autocesta, iz Teherana se grana i mreža od sedam brzih cesta:
| Oznaka | Naziv                                  | Dužina  | Naselja/Gradovi                                                                         | Opis | Spojnice                                                          |
| ------ | -------------------------------------- | ------- | --------------------------------------------------------------------------------------- | --- | ----------------------------------------------------------------- |
|        | Cesta 32 (Cesta Mahsus)                | 880 km  | Karadž, Kazvin, Takestan, Zandžan, Tabriz, Marand, Maku                                 | Ova prometnica stara je cesta između Teherana i Karadža, a važna je za promet teretnim vozilima kojima nije dozvoljeno kretanje autocestom.                                                                            | Sjeverna autocesta Tabriz · Južna autocesta Tabriz · Cesta Babaji |
|        | Cesta 38                               | 158 km  | Šahjar, Buin Zara                                                                       | Povezuje Teheran s jugozapadnim naseljima Šahjar i Malard, a nastavlja se prema Buin-Zari u Kazvinskoj pokrajini. |                                                                   |
|        | Cesta 44 (Cesta Imama Reze)            | 860 km  | Semnan, Damgan, Šahrud, Sabzevar, Nišapur                                               | Proteže se kroz Semnansku pokrajinu i Razavi Horasan, a spaja Teheran s drugim najvećim iranskim gradom Mašhadom. |                                                                   |
|        | Cesta 65 (Cesta Saidi, Cesta Save)     | 1208 km | Islamšaher, Save, Salafčegan, Isfahan, Abade, Marvdašt, Širaz, Firuzabad, Džam, Asaluje | Povezuje Teheran s naseljima Čahardange, Islamšaherom i Golestanom na jugu, a nastavlja se preko grada Savea do Isfahana i Abadea odnosno završava u industrijskom gradu Asaluji na obali Perzijskog zaljeva.          | Autocesta Save-Hamadan · Obilaznica Širaz                         |
|        | Cesta 71 (Stara cesta Kom)             | 1244 km | Kom, Kašan, Jazd, Sirdžan, Bandar Abas                                                  | Bila je glavnom cestom između Teherana i Koma do otvaranja usporedne autoceste iz 1980. godine, a danas se uglavnom koristi za promet teretnih vozila. Proteže se sve do važne luke Bandar Abasa u Hormuškom tjesnacu. |                                                                   |
|        | Cesta 77 (Cesta Damavand, Cesta Haraz) | 200 km  | Rudehe, Amol                                                                            | Proteže se u smjeru sjever-jug i spaja Teheran s obližnjim mjestima Rudehem, Abalijem i Damavandom odnosno kaspijskim gradom Amolom uz prašume Šomala u pokrajini Mazandaran.                                          |                                                                   |
|        | Cesta 79 (Cesta Firuzkuh)              | 247 km  | Firuzkuh, Pol Sefid, Kaemšaher, Babol                                                   | Prometnica se pruža od Teherana preko Firuzkuha do Kaemšahera i Babola u Mazandaranu na sjeveru Irana. |                                                                   |

#### Željeznica
Teheran je glavno čvorište iranske željezničke mreže koja povezuje većinu vodećih gradova u zemlji, a postoje i međunarodne linije prema Europi i Aziji.
Europska veza omogućena je linijom preko Istanbula, a preko Turske odnosno jezera Van povezan je i sa sirijskim glavnim gradom Damaskom. Izravnih veza s ostalim gradovima susjednih zemalja nema s obzirom na to da Iran koristi standardiziranu širinu kolosijeka od 1435 mm, dok se u bivšim sovjetskim republikama (Armenija, Azerbajdžan, Turkmenistan) i Pakistanu koriste širi kolosijeci. Osim toga, prema Iraku se grade kolosijeci koji će spajati Teheran i Basru preko Horamšahera odnosno Bagdad preko Kermanšaha, a u Afganistanu u kojem željeznička mreža ni ne postoji iranska vlada će financirati projekt koji će Teheran preko Mašhada spojiti s Hafom i Heratom.
Tuzemni vlakovi po dnevnom rasporedu voze do Isfahana, Tabriza, Kermana, Jazda, Sarija, Gorgana, Ahvaza i Bandar Abasa, dok prema Mašhadu uz više dnevnih voze i noćne linije. U lipnju 2009. godine zadnji iranski velegrad koji se priključio na državnu željezničku mrežu bio je Širaz. Tuzemna željeznička mreža koja se grana iz Teherana može se okvirno podijeliti prema stranama svijeta:
| Prema jugu: Islamšaher Kom - Arak Andimešk Ahvaz - Horamšaher (kraj pruge) - Bandar-e Homeini (Perzijski zaljev) - Kašan Badrud - Ardakan - Čadormalu (kraj pruge) - Mejbod* - Sistan - Zarinšaher Isfahan Šahreza Abade Marvdašt Širaz (kraj pruge) - Aržang Mejbod* Mejbod Jazd Bafg - Kerman (kraj pruge) - Hatunabad Golgohar Bandar Abas (Perzijski zaljev) | Prema istoku: Ejvanekej Garmsar - Semnan Šahrud Nišapur Fariman - Mašhad (kraj pruge) - Sarahs Turkmenistan (širi kolosijek) - Sari Neka - Bandar Torkman (Kaspijsko jezero) - Gorgan (kraj pruge) | Prema zapadu: Karadž Kazvin Zandžan Mijana Maraga Tabriz Sufijan - Marand Džolfa Azerbajdžan (širi kolosijek) - Razi Turska (pruga se nastavlja) |

#### Kolodvori
Glavni željeznički kolodvor izgrađen je kasnih 1920-ih prema projektu poljsko-ukrajinskog arhitekta Vladislava Gorodetskog, a nalazi se južno od Trga Rah Ahan odnosno uz Ulicu Šuš (Suza). U Teheranu se nalaze i četiri glavna autobusna kolodvora koji nude međugradske veze sa svim iranskim gradovima odnosno regionalnim zemljama. Smješteni su na rubnim dijelovima Teherana kako bi se izbjegle prometne gužve prilikom vožnje kroz sam grad, a njihove linije iz istih su razloga uglavnom organizirane prema zemljopisnom položaju. Glavni autobusni kolodvori su:
- Zapadni autobusni kolodvor (perz. پایانه مسافربری غرب; Terminal-e Garb) – najveći, najprometniji i najbolje opremljeni teheranski kolodvor koji se nalazi sjeverozapadno od Trga Azadi. Na kolodvoru prometuje većina međunarodnih linija (Turska, Europa, Kavkaz), a u tuzemnom smislu uglavnom je orijentiran na zapadne dijelove Irana i kaspijsku obalu.
- Istočni autobusni kolodvor (perz. پایانه مسافربری شرق; Terminal-e Šark) – smješten je uz istočnu Ulicu Damavand, a prima autobuse koji prometuju prema sjeveroistočnim pokrajinama (npr. Razavi Horasan) odnosno sjeveru zemlje (Mazandaran, Golestan).
- Južni autobusni kolodvor (perz. پایانه مسافربری جنوب; Terminal-e Džonub) – nalazi se nekoliko stotina metara istočno od Glavnog željezničkog kolodvora odnosno zapadno od parka Besat u južnom dijelu grada, a autobusne linije prvenstveno vode prema jugu zemlje.
- Autobusni kolodvor Argentina (perz. پایانه مسافربری آرژانتین; Terminal-e Aržantin) – jedini je smješten u središtu grada, sjeverozapadno od Mosale odnosno istočno od Argentinskog trga. Kolodvor za razliku od ostalih nije orijentiran prema specifičnom dijelu zemlje već linije vode do svih većih gradova uključujući Mašhad, Isfahan, Rašt, Širaz, Tabriz i Jazd.

- Ulaz Arg. autobusnog kolodvora
- Otvorena čekaonica Arg. kolodvora
- Međugradski autobusi na Arg. kolodvoru
- Teheranski Glavni željeznički kolodvor

#### Zračne luke
U Teheranu odnosno njegovoj okolici postoje tri međunarodne zračne luke - stara Mehrabad (OIII/THR), nova Imam Homeini (OIIE/IKA) i teretna Pajam (OIIP/QKC).
Zračna luka Mehrabad smještena je u jugozapadnom dijelu grada, nedaleko od Trga Azadi odnosno uz autocestu Teheran-Karadž. Njena povijest započinje 1938. godine kada je bila letjelištem lokalnog zrakoplovnog kluba, a neposredno nakon završetka Drugog svjetskog rata priznata je od strane ICAO-a kao međunarodna zračna luka. Godine 1955. asfaltirana je prva staza, a terminale su projektirali svjetski poznati arhitekti poput Williama Pereire. Desetljećima je bila glavna i najprometnija iranska zračna luka, no njen značaj konstantno opada od 2004. godine kada je 30 km južnije izgrađena nova, modernija i veća zračna luka.
Povijest Zračne luke Imam Homeini započinje još prije 1979. godine kada pahlavijeva vlada dodjeljuje natječaj za izgradnju nove američkoj tvrtki, no projekt je obustavljen zbog Iranske revolucije i iransko-iračkog rata. Gradnja je nastavljena krajem 1990-ih kada vlada dodjeljuje natječaj domaćim tvrtkama, a prva faza projekta koja uključuje dvije uzletno-sletne staze od 4200 m i prvi terminal završena je 2004. godine. Prema podacima iz 2010. godine, ovom zračnom lukom koristi se približno pet milijuna putnika godišnje, a nakon planiranog proširenja odnosno izgradnje druge, treće i četvrte faze očekuje se ostvarivanje kapaciteta od 90 milijuna putnika na godinu.
U dvjema teheranskim putničkim zračnim lukama smještena su sjedišta većine iranskih zračnih prijevoznika kao što su Iran Air, Mahan Air, Caspian Airlines, Iran Asseman Airlines, Aria Air, Saha Airlines i Taban Airlines, a u njima djeuju i deseci stranih zračnih tvrtki prvenstveno iz Europe i Azije. Od konca 2007. godine svi međunarodni letovi preusmjereni su iz Mehrabada u Zračnu luku Imam Homeini, izuzevši letove prema sirijskom Damasku i saudijskim gradovima Jeddahu (Džedi) i Medini za vrijeme islamskih hodočašća hadždža i umraha.

## Kultura

### Znanost i obrazovanje
Teheran je najveće i najvažnije znanstveno i obrazovno središte Irana, države u kojoj se obrazovanje tradicionalno smatra velikom kulturnom vrijednošću i koja od kraja 2000-ih bilježi najveći znanstveno-tehnološki rast u svijetu. Godine 2005. u Teheranu je djelovalo ukupno 5175 osnovnih i srednjih škola, od čega je 3041 državnih (s 31.968 razreda i 1,106.352 učenika) odnosno 2129 privatnih (s 31.966 razreda i 172.385 učenika). Većina tih učenika je u osnovnim školama, iako je njihov postotak u srednjim školama zadnjih godina bio znatno izraženiji nego u ostalim zemljama zbog golemog prirodnog priraštaja krajem 1980-ih odnosno njegove nagle stabilizacije početkom 1990-ih godina.
U 1976. godini tijekom vladavine M. Reze Pahlavija stopa pismenosti u Teheranu iznosila je 81,7% za muškarce odnosno 68,2 za žene (ukupno 75,3%), a deset godina kasnije u vrijeme novog političkog sustava povećana je na 86.9% za muškarce odnosno 76,6% za žene (ukupno 81,9%). Pozitivan trend povećanja pismenosti nastavio se tijekom idućih godina pa je 1996. u čitavoj zemlji izmjerena pismenost kod 95% mladih muškaraca odnosno 90% mladih žena, dok je u samom Teheranu na višoj razini nego u ostatku zemlje. Godine 1996. razlika u postotku pismenosti između sjevernih i južnih četvrti grada iznosila je 17% (80% u Hani Abadu; 97% u Davudiji), no navedena razlika kod stanovništva od 6-24 godine bila je svega 5% što ukazuje da drušveno-kulturološki omjeri nisu bitnije izraženi. Međutim, kod stanovništva iznad 65 godina najveća razlika iznosi čak 77% što upućuje na velike razlike između sjevera i juga Teherana proteklih desetljeća.
U Teheranu je aktivno 50-ak većih sveučilišta i fakulteta, dok uključujući visoke škole, akademije i razne institute prelazi broj od 300 visokoobrazovnih ustanova. U sklopu tih znanstvenih institucija djeluju i neki od pogona iranskog nuklearnog programa među kojima su tvornica u Kalaji za proizvodnju centrifuga za obogaćivanje uranija i istraživački nuklearni reaktor izgrađen još 1967. godine.

#### Sveučilišta
Povijest suvremenog iranskog visokog školstva počinje sredinom 19. stoljeća kada Amir Kabir, premijer u službi kadžarskog vladara Nasrudin-šaha, u Teheranu otvara „Kuću znanosti” (perz. دارالفنون; Dar al-Fonun) u kojoj su postojali odsjeci inženjerstva, medicine, ratnog umijeća, te prirodnih i humanističkih znanosti. Ova institucija djelovala je desetljećima i uključivala je brojne francuske, američke i njemačke ugledne profesore, a nakon 1934. godine njeni se odsjeci zajedno s medresama počinju implementirati u novoosnovano Teheransko sveučilište. Povećanjem broja studenata i razvojem obrazovne organizacije ovo se sveučilište vremenom dijeli na više fakulteta među kojima su najvažniji agronomski, umjetnički, pravni, humanistički i medicinski odsjek, a neki od njih počinju djelovati i samostalno. Prva žena na sveučilište je primljena 1937. godine, svega tri godine nakon osnutka. Teheransko sveučilište najstarije je i najprestižnije u Iranu, a sjedište njegovog kompleksa nalazi se u strogom središtu grada i pokriva čitavu gradsku četvrt. Među glavnim arhitektima tog zdanja bio je i Mohsen Faruki, otac iranske modernističke arhitekture. Ovo sveučilište danas nudi 111 prvostupničkih, 177 magistarskih i 156 doktoratskih programa koje trenutačno pohađa oko 40 tisuća studenata od čega je većina na poslijediplomskim studijima. U središtu sveučilišnog kompleksa nalazi se otvorena džamija koju u posebnim prilikama često posjećuje i iranski vrhovni vođa Ali Hamenei. Teheransko sveučilište osim obrazovnog ima i golemi politički značaj jer je bio izvorom svih velikih iranskih prosvjeda (1978., 1999., 2003., 2009.) uključujući i Iransku revoluciju iz 1979. godine.
Teheransko sveučilište:
- Glavni ulaz u središnji sveučilišni kompleks
- Ekonomski odjel
- Odjel inženjerstva
- Ulaz odjela društvenih znanosti
- Središnja sveučilišna knjižnica

Osim Teheranskog sveučilišta, u gradu postoji i niz drugih sveučilišta s raznolikim studijima: Alame Tabatabai (osnovano 1956.), Šahid Behešti (1960.), Alzahra (1964.), Tarbiat Moalem (1967.), Šahid Radžae (1980.), Imam Sadek, Tarbiat Modares, Islamsko slobodno sveučilište (1982.), Imam Hosein (1986.), Pajam Nur (1988.), Imam Reza (1989.), Sveučilište znanosti i kulture (1993.), Šahed (1997.) i Međunarodno iransko sveučilište (2002.). Najveće među njima je „Islamsko slobodno sveučilište” (perz. دانشگاه آزاد اسلامی; Dānešgāh-e Āzād-e Islāmi) koje ima pet kompleksa s općim odjelima na različitim mjestima širom grada, uz dva dodatna specijalizirana kompleksa za medicinu odnosno znanost i istraživanje. Osim u Teheranu, ovo sveučilište ima podružnice i u svim većim iranskim gradovima i inozemstvu (Velika Britanija, Libanon, UAE, Armenija), a s 1,5 milijun studenata predstavlja treće najveće sveučilište u svijetu odnosno najveće u privatnom vlasništvu. Također, njegov budžet od 25 milijardi USD godišnje na razini je američkog Harvarda.
Među specijaliziranim sveučilištima najviše se ističu ona medicinskih i tehnoloških znanosti. Među medicinskim sveučilištima najveća su Bakijatalah, Šahid Behešti, Vojno medicinsko sveučilište, te Teheransko sveučilište medicinskih znanosti koje je nastalo izdvajanjem iz Teheranskog sveučilišta. Najznačajnija tehnološka sveučilišta su Amir Kabir, K. N. Tusi, Malek-Aštar, Opće tehnološko sveučilište, Teheransko sveučilište primijenjenih znanosti i tehnologije, Sveučilište zrakoplovnog inženjerstva Šahid Satari, Iransko sveučilište znanosti i tehnologije, te Tehnološko sveučilište Šarif. Potonje se prema zapadnjačkim procjenama smatra jednim od najkvalitetnijih tehnoloških sveučilišta u svijetu, a njegovi studenti poznati su po ostvarivanju rekordnih bodova na postdiplomskim studijima prestižnih američkih sveučilišta poput Stanforda. Od posebnih visokoobrazovnih ustanova u Teheranu tu su i Umjetnička akademija, islamske vjerske institucije poput Sveučilišta islamskih sljedbi i Teheranskog fakulteta hadisa, te policijska i vojna akademija.
- Glavni ulaz Iranskog sveučilišta znanosti i tehnologije
- Avicenin toranj na Tehnološkom sveučilištu Šarif
- Odjel za matematiku na Sveučilištu Behešti
- Teheransko sveučilište medicinskih znanosti

#### Knjižnice
Većina teheranskih studentskih knjižnica smještena u desecima sveučilišnih kompleksa odnosno stotinama njihovih odjela, dok u gradu postoji još 20 velikih javnih knjižnica. Među njima je najveća Iranska nacionalna knjižnica čija se povijest od sredine 19. stoljeća prožima prvo sa starim iranskim knjižnicama i „Kućom znanosti” (Dar al-Fonun), a potom i Teheranskim sveučilištem. Godine 1934. uz odobrenje iranskog ministra znanosti odnosno prema projektu francuskog arhitekta Andréa Godarda započeta je gradnja prve zgrade Nacionalne knjižnice, a nakon svršetka gradnje 1937. prostirala se na 3500 m2 i uključivala je oko 40.000 svezaka. Imenovana je prema Firdusiju, ocu perzijske književnosti. Danas se sjedište Nacionalne knjižnice nalazi na sjeveru Teherana u velikom kompleksu od 90.000 m2 gdje se čuva sedam milijuna svezaka knjiga. Kompleks je podjeljen na pet dvorana namijenjenim različitim znanstvenim područjima: humanističkim, društvenim, pravnim, tehničkim i medicinskim znanostima. Nacionalna knjižnica ima i podružnice diljem Teherana od kojih je poznata ona u parku Niavaran, kao i u ostalim iranskim gradovima.
Iranska nacionalna knjižnica:
- Maketa glavnog kompleksa knjižnice
- Ulaz u glavni kompleks
- Studenti u atriju knjižnice
- Unutrašnjost knjižnice
- Odjel Nacionalne knjižnice u parku Niavaran

### Arhitektura i znamenitosti

#### Muzeji i galerije
U Teheranu postoji veliki broj umjetničkih galerija i više od 60 muzeja. Iranski nacionalni muzej s 300.000 predmeta izloženih na 20.000 m2 površine najveći je u gradu i Iranu općenito, a prema količini, očuvanosti i raznolikosti izložaka među najznačajnijima je takve vrste u svijetu. Originalna zgrada ovog muzeja izgrađena je 1937. godine, a njen prepoznatljivi portal (ajvan) oblikovan je prema sasanidskoj palači u Ktezifontu. U ovoj zgradi smještena je velika kolekcija predmeta iz prapovijesti i starog vijeka, a kasnije su izgrađene i druge zgrade u kojima su izložene islamske kolekcije odnosno veliki knjižničarski nacionalni muzej Malek s 19.000 rukopisa starih i do 1400 godina. Iranski nacionalni muzej u Hrvatskoj je poznat po suradnji sa zagrebačkim Muzejom Mimara u kojem je 2004. godine otvorena tromjesečna izložba „7000 godina perzijske umjetnosti”. U neposrednoj blizini Nacionalnog muzeja nalaze se i Muzej pošte i telekomunikacija, Muzej kovanica, te Muzej Ostada Soktija sa 6000 slika i 1000 skulptura od gipsa. Osim Nacionalnog muzeja, drugi veliki teheranski muzej koji izlaže umjetničke predmete iz tako opsežnog kronološkog razdoblja jest Reza Abasi, imenovan po slavnom umjetniku iz safavidske epohe. Izloženi artefakti datiraju se od 2. tisućljeće pr. Kr. do svršetka kadžarskog razdoblja (1925.), a u sastavu se nalaze i restauratorski laboratoriji odnosno velika knjižnica. U ovom muzeju nalazi se i velika zbirka iranskih minijatura s motivima Firdusijeve „Šahname”.
- Portal Nacionalnog muzeja
(oblikovan prema sasanidskoj palači u Ktezifontu)
- „Muzej vježbalište”
(oblikovan prema ahemenidskom Perzepolisu)
- Muzej suvremene umjetnosti
(oblikovan prema jazdskoj arhitekturi)
- Iranski muzej sagova
(oblikovan prema tkalačkim strojevima)
- Iranski nacionalni muzej medicinskih znanosti

Muzej suvremene umjetnosti u Teheranu poznat je po najvećoj kolekciji djela zapadnih umjetnika izvan Azije. Ova kolosalna zbirka koja uključuje radove Moneta, van Gogha, Picassa, Magrittea, Warhola, Kandinskog, Pollocka, Dalíja, Matissea, Miróa, Muncha, Rouault, Légera, Giacomettija, Duchampa, Kupke, Degas i brojnih drugih procjenjuje se na vrijednost od 2-5 milijardi USD. Djela su prikupljana na zahtjev bivše kraljice Farah Pahlavi čiji je brat Kamran Diba 1977. projektirao zgradu muzeja prema uzoru na drevni iranski grad Jazd. Muzej se sastoji od devet galerija od kojih su tri namijenjene stalnoj izložbi navedenih slavnih imena, a ostalih šest koristi se za privremene izložbe domaćih i stranih umjetnika. Krajem 1970-ih godina u Teheranu je otvoren i Iranski muzej sagova čiji eksterijer podsjeća na konce razboja za pletenje, a u njemu se nalazi velika kolekcija sagova starih i do pola tisućljeća kao spomen na iransku 3500-godišnju tradiciju izrade istih. Ostali značajni teheranski muzeji koji njeguju iransku umjetničku baštinu su Muzej stakla i keramike (zgrada bivšeg egipatskog veleposlanstva), Muzej likovne umjetnosti i Muzej religijske umjetnosti Imam Ali u kojem se nalaze islamski, zoroastrijski, kršćanski i židovski umjetnički motivi iz iranske povijesti. U Teheranu se nalazi i prvi iranski muzej medicinskih znanosti, a postoje i tri prirodoslovna muzeja - u Darabadu, Šahnazu i Mirdamadu. Iz područja filma i glazbe u Teheranu se nalazi „Filmski grad Gazali” s brojnim galerijama i muzejom iranske kinematografije, te kuća-muzej slavnog iranskog violinista i skladatelja Abol-Hasana Sabe. Od tehničkih muzeja najpoznatiji su Muzej satova, Muzej iranske električne industrije i Muzej uredskih strojeva Safir, a od vojnih Muzej ratnog zrakoplovstva, Muzej Šohada (mučenika), te nedavno izgrađeni Muzej Iransko-iračkog rata. Također, postoje i politički muzeji kao što su zgrada bivšeg američkog veleposlanstva u Iranu poznata pod nazivom „Američko špijunsko gnijezdo” i Zatvorski muzej Ebrat kao spomen na žrtve Pahlavijevog diktatorskog režima. Ostali popularni muzeji i galerije uključuju Muzej kartografje, Iranski fotografski centar, te galerije Sejhun, Mehrva i Put svile. U Teheranu postoje i deseci drugih muzeja, no oni se nalaze u sastavu više kompleksa carskih palača. Jedno od najznačajnijih izložbenih prostora u Teheranu je i trezor Iranske središnje banke (otvoren za javnost) u kojoj se čuva najveća i najvrijednija zbirka kraljevskih dragulja na svijetu.
- Muzej likovne umjetnosti
- Muzej stakla i keramike
- Prijemna dvorana Golestanske palače („Muzej darova”)
- Muzej uredskih strojeva Safir
- Muzej Iransko-iračkog rata

#### Palače
Palače u Teheranu prema vremenskom razdoblju dijele se uglavnom na kadžarske i pahlavijske, a prema lokaciji na tri glavna kompleksa u Golestanu, Niavaranu i Sadabadu, te više njih razasutih po ostalim dijelovima grada. Najstariji kompleks čine Golestanske palače čija se povijest prožima sa starom gradskom jezgrom odnosno Teheranskom utvrdom. Poznato je da su na tom mjestu postojale srednjovjekovne timuridske odnosno safavidske i zandijske palače iz ranog novog vijeka, no one danas nisu sačuvane jer su vladari kasnijih dinastija imali običaj graditi nova carska zdanja na uštrb onih starijih. Prvi iranski vladar koji je počeo širiti Teheran izvan njegovih zidina bio je Muhamed-šah (1834. – 1848.) iz dinastije Kadžara, a prilikom tog širenja na sjeveru je izgrađena palača „Firdusijev vrt” (perz. Bag-e Firdus). Izgradnju palača na sjeveru nastavio je i njegov sin Nasrudin-šah (1848. – 1896.) koji je nekoliko kilometara istočno od postojeće podigao Niavaransku palaču. Ove dvije nove lokacije utkat će put izgradnji velikih kompleksa palača tijekom vladavine pahlavijske dinastije: Reza-šah (1925. – 1941.) napušta Golestansku palaču i neposredno uz „Firdusijev vrt” gradi Sadabadsku palaču, a njegov nasljednik M. Reza Pahlavi (1953. – 1979.) nadograđuje i očev Sadabad i kadžarski Niavaran. Za vrijeme njihove vladavine stari kompleks u Golestanu bio je isključivo ceremonijalnog i reprezentativnog karaktera.
Kompleks Golestanske palače:
- „Zgrada Sunca”
- „Zgrada vjetra”
- Fontana u „Karim-hanovom kutku”
- Ajvan „Mramornog prijestolja”
- „Mramorno prijestolje”

Prvotna Golestanska palača imenovana je prema cvijeću (perz. Gol; „cvijeće” + stan) i svjedoči o bogatim vrtovima na području starog Teherana. Današnji golestanski kompleks rezultat je 400-godišnjeg razvoja grada i sastoji se od 17 različitih zdanja uključujući palače, dvorane, odmorišta, galerije i muzeje. Najstarije među golestanskim zdanjima je odmorište poznato kao „Karim-hanov kutak” (Halvat-e Karim-han) koje potječe iz vremena zandijske dinastije (1759. g.), a karakteristično je po ukrašavanju ornamentima umjerenih i smirujućih boja, malenom mramornom prijestolju, te fontani na središtu terase koju napaja kanat. Dvije velike stambene palače u Golestanu su „Zgrada Sunca” (Šams-ol Emane) koja je oblikovana u iransko-europskom stilu i „Zgrada vjetra” (Emarat-e Badgir) u kojoj je instaliran drevni iranski sustav hlađenja pomoću ventilacijskih tornjeva, a njena središnja soba natkrivena je zlatnom kupolom i sadrži najfiniji vitraj kompleksa. Najspektakularnijim zdanjem smatra se reprezentativno „Mramorno prijestolje” (Taht-e Marmar) izgrađeno 1806. godine na zahtjev Fateha Ali-šaha. Oblikovalo ga je više iranskih arhitekata i umjetnika, a zbog bogatog emajliranja, popločavanja, žbukanja, oslikavanja i graviranja drva i kvalitetnog žutog mramora iz okolice Jazda smatra se jednim od najdragocijenijih sačuvanih primjera iranske umjetnosti. Također, ova kadžarska zdanja ukazuju na promjene u iranskoj arhitektonskoj tipologiji jer prijestolje više nije smješteno pod kupolom apadane (sasanidski i safavidski primjer) već pod njenim ajvanom (portalom). U sastavu stambenog kompleksa palača nalaze se i tri velike dvorane: „Dvorana bjelokosti” (Talar-e Addž) namijenjena za objedovanje, te „Dvorana sjaja” (Talar-e Berelijan) i „Dvorana zrcala” (Talar-e Aine) čije zrcalne refleksije otkrivaju utjecaj francuske Versajske palače. Inovacija u oblikovanju palača je i korištenje višebojnih crijepova, no primjetan je snažan utjecaj tradicionalnog iranskog kombiniranja arhitekture s perzijskim vrtovima u kojima se građevine i zelenilo zrcali u kanalima, bazenima i fontanama.
Golestanski kompleks također uključuje i niz izložbenih prostora koji su od samog početka imali funkciju galerija ili muzeja. „Dvorana porculana” (Talar-e Zoruf) sadrži veliku zbirku porculanskih umjetnina koje su iranskim šahovima poklanjali europski monarsi poput Napoleona, Nikole I., Aleksandra III, Viktorije i Vilima II. Druga dva zdanja sličnog karaktera su „Muzej darova” (Muze-je Mahsus) u kojima se također čuvaju pokloni stranih državnika, te „Bijela palača” (Kah-e Abjaz) koja je izgrađena da se pohrani golema kolekcija darova osmanskog sultana Abdula Hamida II. U „Kući bazena” (Hovs Hane) izložena su djela zapadnjačkih slikara, a „Kuća slika” (Negar Hane) sadrži radove domaćih slikara. Ostali izložbeni prostori su „Dvorana dijamanata” s umjetninama i rukotvorinama, „Dvorana za prijem” (Talar-e Salam) koja je prvotno bila riznica dragulja a potom je prenamijenjena za Pahlavijeve reprezentativne prigode. Posebne građevine uključuju „Kuću šatora” (Čador Hane) u kojoj su boravile delegacije orijentalnih zemalja, te „Kuću fotografija” (Aks Hane) vladara Nasrudin-šaha koji se osobno bavio fotografijom nedugo nakon njenog otkrića. Najkasnije sagrađeno zdanje je „Zgrada odmora” (Emarat-e Habgah), podignuto 1955. godine za posjet britanske kraljice Elizabete II, a kasnije pretvoreno u knjižnicu kadžarskih kraljevskih rukopisa. Među brojnim navedenim dvoranama (perz. talar) primjetan je arhitektonski utjecaj drevnih portika sa stupovima. Iako se kompleks Golestanskih palača tijekom 19. i početkom 20.stoljeća bitno širio i postao „gradom u gradu”, njegovi dijelovi srušeni su prilikom Reza-šahove modernizacije grada. Kao raskošno remek-djelo kadžarskog razdoblja Golestanska palača je upisana na UNESCO-ov popis mjesta svjetske baštine u Aziji 2013. godine.
- Palača i park Atabak (1930. g.)
- Niavaranska palača
- Palača Sahebkaranije u Niavaranu
- „Bijela palača” kompleksa Sadabad
- Pročelje „Zelene palače” u Sadabadu

Kompleks Sadabadske palače smješten je u sjevernom gradskom naselju Šemiran, a sastoji se od ukupno 18 građevina iz vremena kadžarske i pahlavijske dinastije. Najstarija među njima je originalno kadžarska „Zelena palača” iz 1928. godine, izgrađena od isfahanskog zelenog mramora i ukrašena dragocjenim perzijskim sagovima. Drugo veliko Reza-šahovo zdanje je „Bijela palača” (ili „Nacionalna palača”) koja je imala funkciju ljetne rezidencije, a u njenom sastavu nalazio se i „Nacionalni muzej” u kojem su izložena umjetnička djela iz Afrike, Indije, Dalekog istoka, zatim eskimski i mayski indijanski, te modernistički europski i domaći radovi s motivima iranske mitologije. Ostali značajni arhitektonski spomenici ovog kompleksa su mala privatna palača Reza-šaha ukrašena najfinijim katemom (iranska metoda inkrustacije) iz Širaza, te moderni primjer tradicionalne apadane koja je izgrađena 1970-ih za majku M. Reze Pahlavija. Nakon pada pahlavijeve monarhije 1979. godine, većina sabadanskih palača i popratnih građevina pretvorene su u muzeje koji uključuju Muzej likovne umjetnosti, muzeje Behzad, Akbar i Mir Emad, te antropološki, vodovodni i vojni muzej. Jedna od građevina Sadabadskog kompleksa također služi i kao povremeni ured iranskog predsjednika.
Treći veliki kompleks palača nalazi se u Niavaranu, sjeveroistočnoj teheranskoj četvrti u gradskom naselju Šemiran. Najvažnije građevine kompleksa su Muzej niavaranske palače, Ahmed-šahov paviljon, Palača Sahebkaranije, te Muzej i privatna knjižnica Džahan Nama. Glavna Niavaranska palača izgrađena je 1967. godine za obitelj M. Reze Pahlavija, a karakteristična je po kvadratičnom modernističkom eksterijeru odnosno korištenju starovjekovnih i islamskih iranskih elemenata u interijeru. Ahmed-šahov paviljon izgrađen je kao rezidencija za posljednjeg kadžarskog vladara, a poznat je po višebojnim fasadnim opekama i stubištima koji se pružaju uz bogato popločani bazen. Palača Sahebkaranije najstarija je građevina kompleksa, a u njenom se zapadnom krilu nalazi Muzej i privatna knjižnica Džahan Nama. Ostali dijelovi Niavarana uključuju pedesetak izoliranih paviljona među kojima su danas najpoznatiji Plava dvorana, kino i galerija Džahan Nama.
Osim triju velikih kompleksa, diljem Teherana nalazi se još pet izoliranih palača: „Firdusijev vrt” (perz. Bag-e Firdus) u blizini Sadabada koji danas služi kao Iranski filmski muzej, malena palača pokraj iranskog parlamenta u Baharestanu, zoroastrijska Firuzova palača, te „Biserna palača” u Karadžu (dio teheranske anglomeracije) koju je projektirao slavni američki arhitekt Frank Lloyd Wright. U Teheranu se nalazila i povijesna Atabakova palača s parkom nazvana prema kadžarskom premijeru Aliju Asgar-hanu Atabaku, no veliki dio tog kompleksa srušen je prilikom pahlavijeve modernizacije grada.

#### Kazališta i kina
„Kraljevsko kazalište” (perz. Takia-je Dovlat) prvo je veliko iransko narodno kazalište, izgrađeno tijekom 1870-ih godina u vrijeme vladavine Nasrudin-šaha. Prema zapisima brojnih europskih posjetitelja, ova je kružna građevina po svojoj veličini i dotjeranosti nadmašivala i velike operne kuće u metropolama Zapadnog svijeta. Bila je natkrivena kupolom izgrađenom od drvenih greda, čeličnih spojki i višebojnog stakla, čiji je promjer bio 60 m odnosno visina 30 m. Pod kupolom se nalazio veliki broj lustera s približno pet tisuća svijeća, balkonske lože bile su raspoređene na tri kata, a oko mramorne pozornice moglo se okupiti i do četiri tisuće ljudi. Važnost izgradnje ovog velebnog zdanja leži u činjenici da se tradicija odigravanja predstava u Iranu sudeći prema Herodotovim djelima datira još u stari vijek, a u islamskom razdoblju dobila je na značenju pojavom tazije (perz. „Kazalište sućuti”) odnosno šijitske predstave tragedijskog karaktera u kojoj se izražava suosjećanje s Huseinom ibn Alijem koji je poginuo u bitci kod Karbale. Kraljevsko kazalište u Teheranu imenovano je upravo prema takvim vrstama predstave, no danas ne postoji jer je zgrada porušena prilikom Reza-šahovog preuređenja grada. Pahlavijski vladar planirao je podići novu opernu kuću, no prilikom izgradnje zbog financijskih poteškoća odustalo se od projekta pa je konstrukcija srušena. Današnje „Gradsko kazalište” (Theatre-je Šaher) izgrađeno je početkom 1970-ih godina u tradicionalnom kružnom obliku i najveće je u Teheranu, a druga dva velika kazališta su „Dvorana jedinstva” (Talar-e Vahdat) otvorena 1992. godine i „Kulturni centar Bahman” (ili Rudakijeva dvorana) u kojoj od 1937. nastupa Teheranski simfonijski orkestar. Prema podacima iz 1998. godine, u Gradskom kazalištu predstavljeno je 17 igranih predstava, a godinu dana kasnije 35. U gradu postoji i niz drugih manjih kazališta odnosno kulturnih dvorana čija je funkcija u prvom redu usmjerena na glazbu.
- „Filmski grad Gazali”
- „Kino Sepide”
- „Kino Farhang” 1970. g.

Prvo kino u Teheranu otvoreno je 1904. godine (dvije godine prije Zagreba) na inicijativu vladara Mozafaradin-šaha koji se upoznao s filmom prilikom boravka u Parizu. Početak 20. stoljeća također označava i rođenje iranske kinematografije što implicira i postepenim povećanjem broja kina: godine 1932. u Teheranu je bilo aktivno šest, a pola stoljeća kasnije 78 kino-dvorana sa 156.000 sjedala. U gradu je od 1969. do 1974. godine bio aktivan državni filmski festival (Sepās), a od 1972. do 1978. međunarodni filmski festival (Džašnvāra-je džahānī-e fīlm-e Tehrān). Najpoznatija teheranska kina tradicionalno su „Sepide”, „Farhang” i „Azadi”, od kojih je potonji nakon požara iz 1997. obnovljen u suvremeni kino multipleks. Dragocijena djela iranske kinematografske povijesti danas se čuvaju u galerijama i muzejima „Filmskog grada Gazalija” i bivšoj palači Bag-e Firdusija. Posjećivanje kino dvorana danas je dijelom iranske životne svakodnevice, posebno od konca 1960-ih godina kada kina preuzimaju primat na uštrb kazališta. Prema posljednjim službenim podacima 2006. godine na širem području Teherana bilo je aktivno 85 kina s ukupno 38.654 sjedala, a posjećenost istih bila je 8,547.000 godišnje od čega 98,6% otpada na domaće odnosno 1,4% na strane filmove.

#### Veliki bazar
Veliki bazar u Teheranu danas je dijelom stare gradske jezgre i čini jednu od 112 administrativnih četvrti. Približnom površinom od 1,200.000 m2 najveći je bazar odnosno tržnica na svijetu (dvostruko veći od najvećeg svjetskog malla u kineskom Dongguanu), a njegovi natkriveni prolazi protežu se više od 10 km u dužinu. Povijest teheranskog bazara usko je povezana sa starom gradskom jezgrom, a osim gospodarskog i društvenog značaja imao je i snažan politički utjecaj na Teheran i Iran u 19. i 20. stoljeću.
Teheranski bazar prvotno se razvijao kao malena tržnica na jugoistoku srednjovjekovnog starog grada, no u vrijeme vladavine safavidskog šaha Tahmaspa I. znatno je nadograđen i okružen zidinama pa postaje središtem grada. Tipološki je bio jednostavnog oblika odnosno linearan u formaciji, a na njegov glavni prolaz nadovezivali su se sporedni ogranci i karavanska odmorišta. Takav se raspored održao sve do ranog 19. stoljeća i kasnije je utjecao na urbanistički razvoj grada jer su uz moderne avenije slagane trgovine bazarskog tipa. Bazar u safavidsko vrijeme nije bio gospodarskim središtem Irana s obzirom na to da nije imao ni status glavnog grada (kao Isfahan, Tabriz, Mašhad ili Širaz), o čemu svjedoči i putopis Thomasa Herberta iz 1627. godine prema kojem je samo jedan dio bazara bio natkriven. Međutim, nakon uspona dinastije Kadžara i preobrazbom Teherana u iransku metropolu, značaj teheranskog bazara vremenom postaje sve jači. Za vrijeme vladavine Fateha Ali-šaha u okvirima bazara izgrađena je „Šahova džamija” (perz. Masjed-e šah) čime jača utjecaj šijitskih ulema, a za vrijeme Nasrudin-šaha u neposrednoj blizini igrađena je i carska palača kao i zgrada suda. Od oko 250.000 teheranskih stanovnika iz 1928. godine, njih 31.000 radilo je u bazaru koji je bio središtem ne samo lokalne i državne već i međunarodne trgovine. Modernizacija Teherana i pojava motornih vozila donekle je rezultirala premještanjem trgovine i izvan okvira bazara, no on je i dalje ostao žarištem za trgovinu robom široke potrošnje što je u što implicira da je bio i mjestom okupljanja siromašnijih slojeva odnosno većine društva. Primjerice, podatci iz 1977. godine pokazuju da je 25% stanovništva Teherana činilo radništvo iz bazara i manjih trgovina ili radionica. Teheranski Veliki bazar aktivan je i dan danas, iako u gradu postoji i niz bazara lokalnog karaktera kao i veliki broj suvremenih prodajnih centara.
Bazarska socio-ekonomska struktura predstavljala je koheziju malenih trgovaca, vjerskih učenjaka i siromašnih studenata iz istih (nižih) slojeva društva, a rezultirala je time da je teheranski bazar odigrao ključnu ulogu u svim iranskim političkim previranjima suvremenog doba odnosno da je bio istovjetan „Narodnim trgovima” po Europi na kojima su izbijale revolucije. Prvi masovni prosvjedi zabilježeni su još koncem 19. stoljeća: godine 1884. tražena je smjena ministra gospodarstva i uspostava trgovačkog vijeća, zatim su 1890. izbili neredi zbog britanskog monopola na trgovinu duhanom, a 1892. zbog vladarevog progona vodećeg šijitskog pravnika iz Teherana. Bazar je bio polazišnom točkom i prilikom izbijanja ustavne revolucije (1905. – 1906.), te u trima velikim prosvjedima protiv M. Reze Pahlavija. Prvi je izbio 1952. godine zbog podrške destabiliziranom premijeru Mosadeku, drugi 1963. zbog opiranja Pahlavijevim gospodarskim reformama, a treći iz 1978. rezultirao je samom Iranskom revolucijom. Najčešći način bazarskog prosvjeda bio je privremeno zatvaranje cjelokupnog kompleksa što bi dovodilo do kaosa u gradu odnosno rasplamsavanja prosvjeda širom Teherana. Demonstracije u bazaru organizirane su i nakon pada Pahlavija, a motivi su bili podrška raznim izbornim kandidatima ili iskazivanje nezadovoljstva zbog određene gospodarske politike.

#### Vjerski objekti
Teheran je karakterističan po vrlo malom broju džamija, kao i desecima kršćanskih crkava i židovskih sinagoga koje svjedoče o njegovoj multikulturalnosti i što je općenito vrlo rijedak slučaj u gradovima islamskog svijeta. U gradu također postoje i drevna zoroastrijska svetišta koja nastavljaju iransku tradiciju staru više od 3000 godina.
Islamski vjerski objekti u Teheranu i njegovoj široj okolici mogu se okvirno podijeliti na džamije, imamzade, grobnice, medrese i druge vrste obrazovnih ustanova. Najpoznatija džamija je povijesna „Šahova džamija” (danas „Homeinijeva džamija”) koju je kod bazara dao podići kadžarski vladar Fateh Ali-šah, a ostale poznate džamije su Damavand Džame, Varamin Džame, Mujezud Dovle, te stara i nova džamija Sepahsalar. Od 2005. godine u izgradnji je Mosala, kolosalna džamija s najvećim minaretima na svijetu (230 m) u kojoj se održava i Teheranski međunarodni sajam knjiga. Imamzade su vrste grobnica u kojima su sahranjeni potomci vodećih šijitskih imama, a najznačajnija među njima je Saleova imamzada na sjeveru Teherana (Trg Tadžiriš) koja je uz Mašhad i Kom jedno od najposjećenijih mjesta šijitskih hodočasnika. Ostale na širom području grada uključuju imamzade sajeda Ismaila, Džafara Pišve, Davuda, sajeda Nasr al-Dina, Kasema, Jahje i Abdul Azima. Neke od imamzada stare su i po 800 godina, a zahvaljujući njihovim lokacijama danas je moguće odrediti približne granice srednjovjekovne gradske jezgre. Na jugu grada nalazi se grobnica odnosno svetište u čast Bibi Šahrbanu, kćeri sasanidskog vladara Jezdegerda III. koja je prema predaji postala suprugom trećeg šijitskog imama Huseina ibn Alija. Osim grobnice Bibi Šahrbanu i Saleove imamzade, jedno od najposjećenijih svetišta u Teheranu je i grobnica Imama Homeinija u sklopu koje se nalazi i džamija. Poznate gradske obrazovne institucije vjerskog karaktera su medrese Filsuf-od Dovle, Hakim Baši, Han-e Marvi, Mošir-os Saltane i Moajer-ol Mamalek, te vjerski institut „Huseinije Eršad” u kojem je utjecajni iranski intelektualac i ideolog iranske revolucije Ali Šarijati držao govore protiv Pahlavijevog režima. Od 1972. godine do Pahlavijevog pada institut je bio zatvoren, a danas se u njemu nalazi i velika knjižnica s tematikom religije, povijesti, sociologije i kulture.
- Teheranska Mosala u izgradnji (2011.)
- Jeruzalemska džamija na Palestinskom trgu
- Huseinije Eršadov institut u Šarijatijevoj ulici
- Zid Džamije Vali Asr uz Saeov park

U Teheranu se nalazi 37 aktivnih crkava (od ukupno 600 u Iranu), 29 sinagoga i pet zoroastrijskih svetišta. Najveća crkva u Teheranu i Iranu općenito je armenska Katedrala sv. Sarkisa, izgrađena u središtu grada između 1964. i 1970. godine. Unutrašnjost katedrale oslikao je Avedik Ajvazijan prema uzoru na Michelangelovu Baziliku sv. Petra u Vatikanu i prikazuje Ivanovo krštenje odnosno Isusovo uzašašće u nebo. Katedrala je renovirana i nadograđena 2000. godine, a u njenom dvorištu nalazi se i spomenik žrtvama Armenskog genocida iz 1915. godine. Crkva sv. Tadeja-Bartolomeja izgrađena za vrijeme vladavine Fateha Ali-šaha najstarija je u Teheranu i nalazi se južno od mauzoleja Sajed Ismaila. Sastavljena je kupole i četiri križna svoda, a u njenom vestibulu sahranjeni su slavni armenski kršćani iz Irana, kao i veleposlanik Ruskog Carstva Aleksandr Sergejevič Gribojedov koji je stradao od ruke teheranskih revolucionarnih snaga. Ostale poznate crkve u Teheranu su američka protestantska Crkva sv. Petra (izgrađena 1874.), armenska apostolska Crkva sv. Jurja (1790-ih) i Crkva Djevice Marije u Jusef Abadu (1945.). Na jugoistoku grada nalazi se i veliki kršćanski kompleks Dulab u kojem su smješteni vjerski objekti ruske pravoslavne, armenske apostolske i katoličke Crkve, te poljsko vojno groblje. Dvije najveće sinagoge u gradu su Jusef Abadova sinagoga sagrađena 1950-ih u Asadabadovoj ulici, te Abrišamijeva sinagoga od 1025 m2 u sklopu koje se nalazi i židovska škola. Zoroastrijska svetišta uključuju hramove vatre Adorijan, Markar, Šah Vrahram Izad, Dahme-je Gabrha, te Veliki Adorijan koji je od kraja 2000-ih u izgradnji. U gradu se također nalazi i zoroastrijska visoka škola „Firuz Bahram”, jedna od najstarijih visokoobrazovnih ustanova u Teheranu.
- Arm. katolička crkva sv. Grigorija Prosvetitelja
- Protestantska crkva Džamat-e Rabani
- „Sinagoga Jusef Abad” © TJC
- Zoroastrijska „Visoka škola Firuz Bahram”

#### Tornjevi i neboderi
Teheran kao i Iran općenito nemaju povijesnu tradiciju gradnje visokih građevina s obzirom na to da su smješteni u trusnom području na kojem su učestali snažni potresi. Međutim, razvoj građevinske tehnologije i modernizacija uvjetovali su gradnjom niza tornjeva i nebodera, posebno tijekom 1970-ih i 2000-ih godina. Tri najpoznatija tornja u gradu su Togrulov toranj, Toranj slobode (Azadi) i Narodni toranj (Milad).
Togrulov toranj datira se u 12. stoljeće i nazvan je prema seldžučkom vladaru Togrulu koji je 1063. godine umro u Raju, danas prigradskom naselju Teherana. Toranj visine 20 m valjkastog je oblika, poligonalnog tlocrta odnosno zidova sastavljenih od 22 potpornja koji su statički ublažavali potrese, a bio je okrunjen kupolom i stožastim krovom koji danas nisu sačuvani. Toranj slobode (Azadi) prvotno je imenovan kao „Kraljevski memorijalni toranj” (perz. Šahjād Ārjāmer) u čast M. Reze Pahlavija, no preimenovan je nakon Iranske revolucije. Izgrađen je 1971. godine prema projektu iranskog arhitekta Hoseina Amanata, u kombiniranom stilu iranske sasanidske i islamske arhitekture. Ovaj toranj od bijelog mramora smješten je u blizini Zračne luke Mehrabad kao simbol grada na njegovom zapadnom ulazu.
Godine 2007. prema projektu iranskog arhitekta Dr. Muhameda Reze Hafezija izgrađen je Narodni toranj (Milad), novi simbol grada koji je visinom od 435 m šesti najveći betonski toranj svijeta, nakon Skytreea u Tokiju, Cantona u Guangzhouu, CN Towera u Torontu, Ostankinskog tornja u Moskvi i Bisera Istoka u Šangaju. Njegova namjena je višestruka: antena na vrhu služi za prijenos telekomunikacijskog signala, a u glavi tornja od 12 katova smješteni su rotirajući restoran, dvorana za konferencije, panoramska promatračnica za turiste i veliki prostor za umjetničke izložbe okrunjen staklenom kupolom. Trup tornja oktogonalnog je presjeka što je tipično za iransku arhitekturu, a njegova baza s glavom je povezana dizalima prosječne brzine 7 m/s što omogućava transport do vrha u roku od 45 sekundi. Toranj je dio međunarodnog trgovačkog centra koji uključuje IT park, niz konferencijskih dvorana i restorana, te hotel s pet zvjezdica.
- Togrulov toranj u Raju, 20 m (12. st.)
- Toranj i trg slobode (Azadi) iz ptičje perspektive (1971. g.)

Počeci gradnje visokih stambenih građevina datiraju se u vrijeme vladavine Reza-šaha koji je na temelju plana modernizacije grada naredio da svaka teheranska građevina mora imati najmanje dva kata. Prvi neboderi sa šest i više katova izgrađeni su 1941. godine, zatim se zbog nagle urbanizacije tijekom 1970-ih grade neboderi veći od 50 m, a 2000-ih zbog gospodarskog uzleta i napretka domaćeg građevinarstva počinju nicati i neboderi iznad 100 m. Najveći teheranski neboderi iznad 100 metara visine danas su „Teheranski međunarodni neboder” (162 m), „Neboder Kapsad” (135 m), „Neboder središnje banke” (131 m), „Narodni neboder” (131 m), „Asemanov neboder” (130 m), „Homeinijev neboder” (125 m), „Zeleni neboder” (125 m), „Blizanci Elahije” (125 m), „Neboder Tehranpars” (120 m), „Neboder trećeg tisućljeća” (120 m), „Imperijalni medicinski centar” (120 m), „Neboder Seper” (115 m), „Širazov dijamantni neboder” (110 m), „Neboder Farmanej” (105 m), „Gilanski neboder” (100 m), „Neboder banke Tedžarat” (100 m) i „Neboder Golnar” (100 m).
- Neboder Behšaher
- Neboder banke Melat
- Zgrada iranskog Ministarstva prometa

#### Trgovi
U Teheranu općenito ne postoje veći trgovi s obzirom na to da su tradicionalna mjesta okupljanja iranske zajednice povijesno bili bazari i dvorišta džamija, odnosno u novije vrijeme glavne avenije i parkovi. Teheranski trgovi danas su uglavnom omeđeni prometnim kružnim tokovima i nepristupačnog su tipa, a ukrašeni su krajobraznim oblikovanjem, fontanama, skulpturama i drugim vrstama spomenika. Raznoliko imenovanje trgova uključuje šijitske imame (Ruholah Homeini), domaće toponime (Suza, Kazvin, Horasan), strane toponime (Argentina, Palestina, Afrika, Jeruzalem), slavne iranske književnike i znanstvenike (Firdusi, Razi, Šejh Bahai), strane znanstvenike (Louis Pasteur), itd. Od ovog modela trga odstupa samo „Trg slobode” na kojem se smješten istoimeni toranj (Azadi) i koji se prostire na 50.000 m2. Međutim, ovaj trg slijedi tradicionalni iranski koncept u kojem se isprepliću elementi trga i parka (npr. isfahanski „Nakš-e Džahan”).
- Firdusijev trg
- Trg Vanak
- Palestinski trg
- Argentinski trg

#### Zidno oslikavanje
Trend oslikavanja i ostalih načina ukrašavanja (freske, mozaici) teheranskih fasada i drugih otvorenih javnih prostora pojavio se koncem 20. stoljeća, a za razliku od slobodnih grafita u Zapadnom svijetu teheranski model zasniva se na organiziranim natječajima koje raspisuje lokalna gradska uprava odnosno na kojima sudjeluju popularni iranski umjetnici. Krajem 2000-ih pokrenut je i veliki program za uljepšavanje prometnih građevina poput mostova, tunela, podvožnjaka i nadvožnjaka. Danas u Teheranu postoji na stotine takvih umjetničkih prikaza, a njihovi motivi su uglavnom kulturološki, mitološki, religijski i politički. Među potonjima se najviše ističu oni domoljubnog i anti-američkog tipa.

### Rekreacija

#### Parkovi
Teheran je grad s iznimno velikim brojem dobro održavanih parkova čiji broj neprestalno raste: godine 1993. bilo ih je 480, četiri godine kasnije 621, a prema najnovijim službenim podacima iz 2006. godine navode se 739 gradska parka. Također, s prosječno 17,8 m² zelenih površina po glavi stanovnika, Teheran je vrlo zelen grad u odnosu na zapadnjačke gradove podjednake veličine poput Pariza (6 m²/st.), Londona (7,5 m²/st.) ili New Yorka (8,6 m²/st.), no zaostaje za ruskom Moskvom (27 m²/st.). Na razvoj teheranskih zelenih površina utjecali su višestruki čimbenici: grad je povijesno poznat po bogatim vrtovima, njegov zemljopisni položaj podno Alborza pogoduje razvoju bilja, sadnja stabala potaknuta je drevnim i islamskim vjerskim motivima (vjerovanje da sadnja za Novruz donosi sreću odnosno da je sadnju poticao sam Muhamed), oblikovanje perzijskih vrtova dijelom je tisućljetne umjetničke tradicije odnosno boravak u njima predstavlja iransku kulturu življenja, te politički poticaj iz sredine 1990-ih da se ozelenjivanjem grada ublaže njegovi ekološki problemi.
| Opis                            | Broj parkova | Ukupna površina |
| ------------------------------- | ------------ | --------------- |
| Parkovi do 1000 m²              | 78           | 52.734 m²       |
| Parkovi od 1000 do 5000 m²      | 234          | 629.213 m²      |
| Parkovi od 5000 do 10.000 m²    | 115          | 769.022 m²      |
| Parkovi od 10.000 do 100.000 m² | 173          | 4,484.206 m²    |
| Parkovi iznad 100.000 m²        | 21           | 5,369.962 m²    |
| Svi gradski parkovi             | 621          | 11,305.137 m²   |
| Izvor: FAO (1997.)              |              |                 |

Zelene površine Teherana sastoje se od gradskih parkova, park-šuma, privatnih i javnih vrtova, dolina potoka, zelenih traka uz prometnice, izvangradskih voćnjaka i farmi, te nacionalnih parkova. Najpoznatiji teheranski gradski parkovi su „Park tulipana” (Lale) sjeverno od glavnog kompleksa Teheranskog sveučilišta u kojem se nalazi skulptura Birunija, „Saeov park” uz Aveniju Vali Asr nazvan po inženjeru koji je očuvao dio stare gradske šume, „Park Melat” s glazbeno-svjetlosnom fontanom, „Gradski park” u strogom središtu grada, „Niavaranski park” s jednom od nacionalnih knjižnica, „Park Džamšidije” na sjeveru s panoramskim pogledom na grad, „Park Djevice Marije” u središtu grada sa skulpturom Marije i Isusa, „Razijev park” s umjetnim jezerima, „Park vode i vatre” na sjeveroistoku koji je u izgradnji od konca 2000-ih godina, itd.
Brojni parkovi smješteni su uz 13 dolina manjih potoka koji se slijevaju s Alborza na sjeveru prema jugu dužinom od 10 km, a među njima su Garmdare, Čitgar, Solagan (Kan), Farahzad, Evin (Darake), Darband, Golabdare, Hesarak (Džamšidije), Lavizan (Sohanak) i Sorhehesar (ukupne površine 1005 ha ili 2% grada). Glavne gradske park-šume su Lavizan (1100 ha), Sorhehesar (850 ha), Pardisan (300 ha), Toska (300 ha), Čitgar (145 ha), Kuhsar (100 ha), Farahzad (60 ha) i Azadegan (30 ha). Do 1997. godine u gradu je zasađeno oko 1,700.000 novih sadnica na približno 2000 ha zelenih traka uz prometnice, među kojima je najviše javora, jasena, joha, čempresa i borova. Gradski voćnjaci protežu se na 536 ha i predstavljaju značajnu kulturnu baštinu, a najveći među njima su voćnjak kadžarskog ljetnikovca Bag-e Firdus, te Bag-e Negarestan i Bag-e Kamraneje. Godine 2000. u Teheranskoj pokrajini bilo je i šest zaštićenih prirodnih područja površine od 7706 km² uključujući dvije park-šume (Lavizan i Čitgar) i četiri nacionalna parka (Hajer, Kavir, Lar i Vardžen) površine od 4409,5 km², što implicira da je više od 40% pokrajine pokriveno zelenilom odnosno 23,5% nacionalnim parkovima.
- Saeov park
- Park tulipana (Lale)
- Park Džamšidije
- Park Djevice Marije u središtu grada

Značajnu ulogu u očivanju prirode imao je iranski parlament koji je 1973. godine usvojio zakon o zaštiti i širenju zelenih površina, odnosno zabrani nekontrolirane sječe stabala koja je posebno bila izražena tijekom industrijalizacije 1960-ih godina. Također, veliki program društveno-ekonomskog razvoja (1979. – 1994.) rezultirao je usedmerostručenjem državnih zelenih površina u čemu su Teheran i njegova pokrajina igrali vodeću ulogu. Programe pošumljavanja predvodili su Ministarstvo prosvjete, državne i lokalne organizacije za zaštitu okoliša, razni privatni sektori, pa čak i regularne i elitne grane iranskih oružanih snaga.
U 2009. godini na širem gradskom području izmjereno je 141,6 km² zelenih površina, što je povećanje u odnosu na 1988. kada ih je bilo 130,4 km². Međutim, zbog povećanja broja stanovnika sa 6,042.584 na 7,962.429 u istom vremenskom razdoblju količina zelenih površina po stanovniku smanjila se s 21,6 na 17,8 km²/st. Ovaj podatak značajno varira u odnosu na specifične kotare grada pa se brojka u sjevernim i zapadnim naseljima kreće između 30-40, u istočnim i južnim od 10-20, a u središtu grada svega 3 km² zelenih površina po stanovniku. Gradska uprava posljednjih godina pokušava ublažiti ovu nejednakost različitim programima među kojima je i izgradnja tzv. vertikalnih i krovnih vrtova.

#### Šport
Teheran je sjedištem svih vodećih iranskih športskih saveza poput nogometnog, košarkaškog, hokejskog, odbojkaškog, ragbijskog i kriketskog, odnosno institucija uključujući Ministarstvo mladosti i športa i Nacionalnu olimpijsku i paraolimpijsku akademiju (do 2010. poznata kao „Organizacija za tjelesno obrazovanje”). U gradu se nalazi veliki broj stadiona svih vrsta i nekoliko kompleksa među kojima je najveći „Športski kompleks Azadi” u kojem su 1974. godine održane VII. Azijske igre. Najpopularniji športovi u Teheranu su nogomet, futsal, košarka i skijanje.
| Nog. klub                                                                                             | Osnovan | Stadion         | Liga (2011./'12.) |
| --- | ------- | --------------- | ----------------- |
| Persepolis                                                                                            | 1963.   | Azadi           | I. (Pro liga)     |
| Esteglal                                                                                              | 1945.   | Azadi           | I. (Pro liga)     |
| Nafta                                                                                                 | 1971.   | Rah Ahan        | I. (Pro liga)     |
| Rah Ahanb                                                                                             | 1937.   | Rah Ahan        | I. (Pro liga)     |
| Saipac                                                                                                | 1989.   | Engelab         | I. (Pro liga)     |
| Damaš                                                                                                 | 2010.   | Kargaran        | II. (Azadegan)    |
| Pajkand                                                                                               | 1967.   | Iran Hodro      | II. (Azadegan)    |
| Niroje                                                                                                | 1980.   | Vojni stadion   | II. (Azadegan)    |
| Sanati Kaveh                                                                                          | 2008.   | Aliaf           | II. (Azadegan)    |
| PASe                                                                                                  | 1963.   | Šahid Dastgerdi | -                 |
| Napomene: a) Premješten u Arak, b) Igra u Raju, c) Igra u Karadžu, d) Premješten u Kazvin, e) Ugašen. |         |                 |                   |

„Športski kompleks Azadi” izgrađen je 1971. godine za VII. Azijske igre koje su se održale tri godine kasnije. Kompleks se u zapadnom Teheranu proteže na 450 ha od čega približno trećina otpada na šume i umjetno jezero. Žarište kompleksa je stadion Azadi kojeg je projektirao iranski arhitekt Abdolaziz Farmanfarmaijan, a prima 100.000 gledatelja što ga čini četvrtim najvećim nogometnim stadionom svijeta. Dvoetažne tribine stadiona ovalnog su oblika i izvana imaju oblik plitkog vulkana, isto kao i manji biciklistički stadion u njegovoj neposrednoj blizini koji prima 2700 ljudi. Na zapadnoj strani nalazi se pet zatvorenih dvorana kapaciteta 3000 gledatelja za košarku, dizanje utega, odbojku i hrvanje, te dvorana s tri bazena. Dvije najveće zatvorene dvorana kompleksa su stara dvorana koja prima 12.000, odnosno nova dvorana Azadije kapaciteta 40.000 gledatelja (izgrađena 2009. g.). Ostali športski objekti uključuju dvoranu za streljaštvo, terene za tenis i bejzbol, te staze za konjičke, motociklističke, automobilističke i karting utrke. U gradu se nalazi i niz drugih manjih kompleksa odnosno nogometnih stadiona kao što su Rah Ahan (15.000) u Raju, Engelab (15.000) u Karadžu, Stadion Šahid Derahšan (12.000), Iran Hodro (10.000), Šahid Dastgerdi (8250), Kargaran i Aliaf (5000). Sjeverno od grada nalaze se šest od ukupno 14 iranskih skijališta - Dizin, Šemšak, Darband, Hor, Ab Alije i Damavand na kojima se snijeg zadržava osam mjeseci godišnje.
Dva najpopularnija i ujedno dva najuspješnija iranska nogometna kluba su teheranski Persepolis i Esteglal koji domaće utakmice igraju na stadionu Azadi, kao i Iranska nogometna reprezentacija. Prema podacima AFC-a, Persepolis je najpopularniji klub u Aziji. U gradu je registrirano i niz drugih nogometnih klubova, a s obzirom na to da je početkom 2000-ih godina većina njih sudjelovala u prvoj nacionalnoj ligi provedena je nužna decentralizacija pa su neki klubovi ugašeni (PAS), a drugi premješteni u ostale gradove - Saba u Kom, Pajkan u Kazvin i Naft u Arak. Ipak, dva potonja kluba i dalje odigravaju službene utakmice na svojim originalnim teheranskim stadionima. Saipa i Rah Ahan registrirani su u Teheranu, no koriste stadione u susjednom Karadžu odnosno Raju (dijelovi teheranske anglomeracije). Na stadionu Azadi od 2006. do 2010. godine utakmice je odigravao i tabriški Traktor Sazi kojem je domaći stadion bio renoviran, a Teheran je odabran zbog velikog udjela azarskog stanovništva koji su tradicionalno navijači tog kluba.
- Stadion Azadi
- Pomoćno nogometno igralište
- Športska dvorana Azadi
- Skijalište Dizin
- Telekabine na Dizinu

Međunarodna športska natjecanja održana u Teheranu uključuju:
- VII. Azijske igre (1974.)
- VI. Azijski nogometni kup (1976.)
- I., II., III., IV. i V. Ženske islamske igre (1993., 1997., 2001., 2005. i 2010.)
- XVIII. i XXI. finale Azijske Lige prvaka (1999. i 2002.)
- III. i III. Zapadnoazijsko prvenstvo (2004. i 2008.)

### Kulturne manifestacije
Teheran je domaćin više važnih kulturnih manifestacija među kojima su najveći:
- Teheranski međunarodni sajam knjiga (perz. نمایشگاه بین‌المللی کتاب تهران; engl. Tehran International Book Fair - TIBF[206]) - održava se svakog svibnja od 1987. godine i najveći je bliskoistočni i azijski sajam knjiga; na XXIII. sajmu (2010.) održanom u Teheranskoj Mosali na 120.000 m2 predstavljeno je 200.000 naslova (30.000 domaćih i 170.000 inozemnih) od strane ~2100 izdavača (više od 1100 iranskih i 980 inozemnih) iz ukupno 80 zemalja svijeta.[207]
- Međunarodni filmski festival Fadžr (perz. جشنواره بین المللی فیلم فجر; engl. Fajr International Film Festival[208]) - održava se svake veljače od 1982. godine pod pokroviteljstvom Iranskog ministarstva kulture; na IXXX. festivalu održanom 2011. prikazano je više od 100 filmova.[208]
- Teheranski međunarodni festival animiranog filma (perz. جشنواره بين المللی پویانمایی تهران; engl. Tehran International Animation festival[209]) - održava se od 1999. godine kao bijenale; na V. festivalu 2007. predstavljeno je 1162 animiranih filmova iz 61 zemlje,[209] a jedan od članova žirija bio je i poznati hrvatski animator Borivoj Dovniković.[209]
- Teheranski sajam umjetnosti (perz. آرت اکسپوی بزرگ ایران; engl. Tehran Art Expo[210]) - održava se od 2007. godine; najveća izložba održana je 2008./2009. na kojoj je sudjelovalo 750 umjetnika s ukupno 1500 umjetničkih radova.[210]

Osim navedenih, Teheran je i domaćin više likovnih festivala kao što su bijenali skulptura, fotografije, slikarstva, kaligrafije, itd.

## Poveznice
- Iran
- Teheranska pokrajina
- Popis povijesnih iranskih glavnih gradova